# 22. November
Der 22. November ist der 326. Tag des gregorianischen Kalenders (der 327. in Schaltjahren), somit bleiben 39 Tage bis zum Jahresende.

## Ereignisse

### Politik und Weltgeschehen
- 0845: Nach der Schlacht von Ballon setzt der bretonische Stammesfürst Nominoë die Anerkennung seiner Herrschaft durch den unterlegenen westfränkischen König Karl den Kahlen durch.
- 1220: Friedrich II. wird in Rom von Papst Honorius III. zum Kaiser des Heiligen Römischen Reichs gekrönt.
- 1286: Der dänische König Erik V. Klipping wird im jütländischen Finderup von einem Attentäter ermordet.
- 1348: Im Vertrag von Namslau kommt es zu einem Interessenausgleich zwischen Böhmens König Karl I. und Polens König Kasimir III. Kasimir gibt seine Ansprüche auf Schlesien auf, das Haus Luxemburg seine Rechte auf Polen.
- 1365: Die Hanse schließt mit König Waldemar IV. von Dänemark den Frieden von Vordingborg, um ihre ungünstige Situation im Ersten Waldemarkrieg zu mildern.
- 1497: Vasco da Gama umsegelt auf der Suche nach dem Seeweg nach Indien das Kap der Guten Hoffnung.

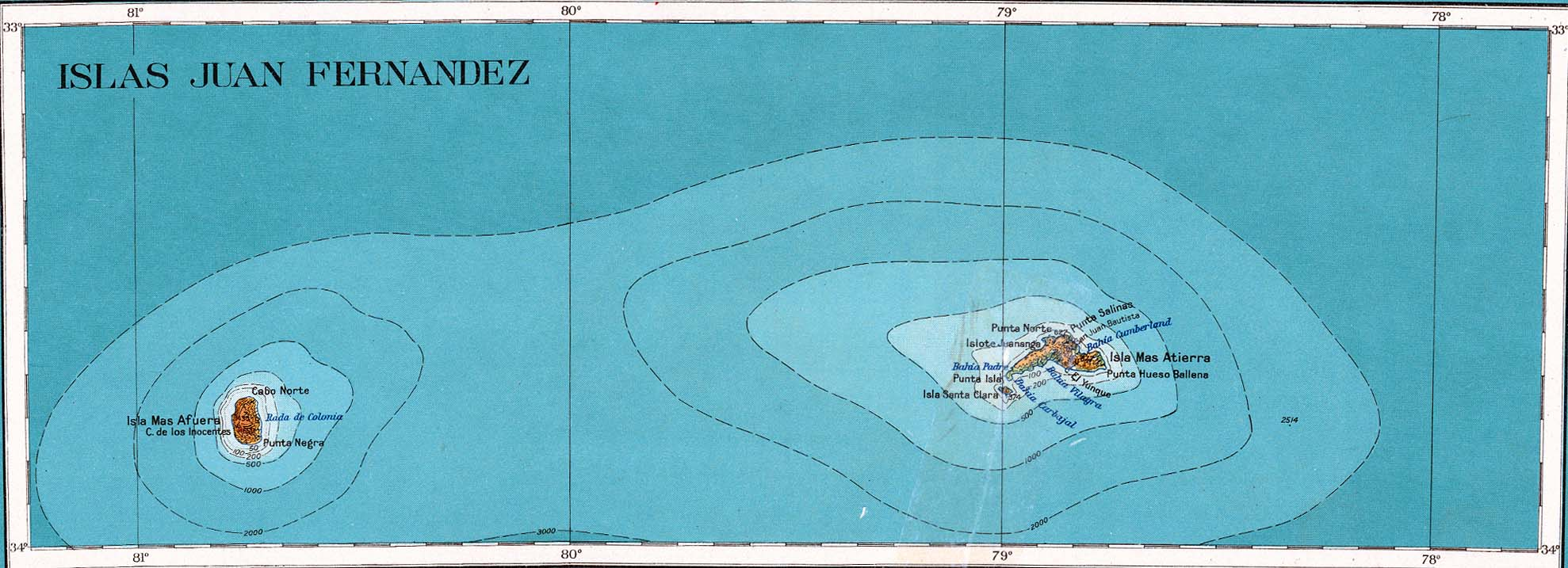
1574: Juan-Fernández-Inseln

- 1574: Der spanische Seefahrer Juan Fernández entdeckt die später nach ihm benannte Inselgruppe im Pazifik. Eine der Inseln ist die heutige Robinson-Crusoe-Insel, auf der im Jahr 1704 Alexander Selkirk ausgesetzt wird.
- 1716: Constantia von Cosel, Mätresse Augusts des Starken, wird im preußischen Halle (Saale) verhaftet und im Tausch gegen Deserteure nach Sachsen ausgeliefert.

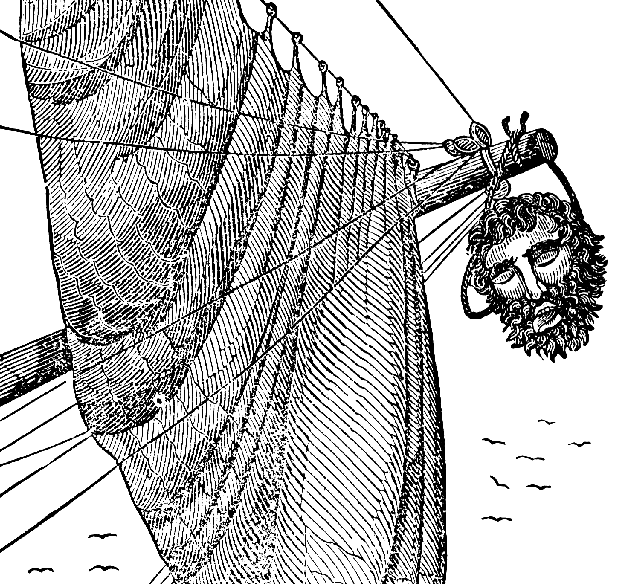
1718: Blackbeards Kopf an Maynards Schiff

- 1718: Leutnant Robert Maynard, Kapitän der HMS Pearl, tötet im Kampf den berüchtigten Piraten Blackbeard, als dieser mit seiner Crew das britische Schiff in den Gewässern vor North Carolina entert.
- 1757: Das österreichische Heer unter Prinz Karl Alexander von Lothringen gewinnt die Schlacht von Breslau im Siebenjährigen Krieg. Drei Tage später kapitulieren die in der Festung Breslau verbliebenen Preußen unter Herzog August Wilhelm von Braunschweig-Bevern, bei denen viele zum Militärdienst gepresste Soldaten flüchten.
- 1795: Der österreichische Feldmarschall Dagobert Sigmund von Wurmser erobert mit seinen Soldaten im Ersten Koalitionskrieg die Festung Mannheim von den Franzosen zurück.
- 1822: Nach der Flucht der Regencia de Urgel ins grenznahe Puigcerdà infolge der Niederlage der royalistischen Truppen in Spanien wird beim Veroneser Kongress in einem Geheimvertrag der europäischen Großmächte die französische Invasion in Spanien zur Beendigung der entstandenen republikanischen Verhältnisse vereinbart.

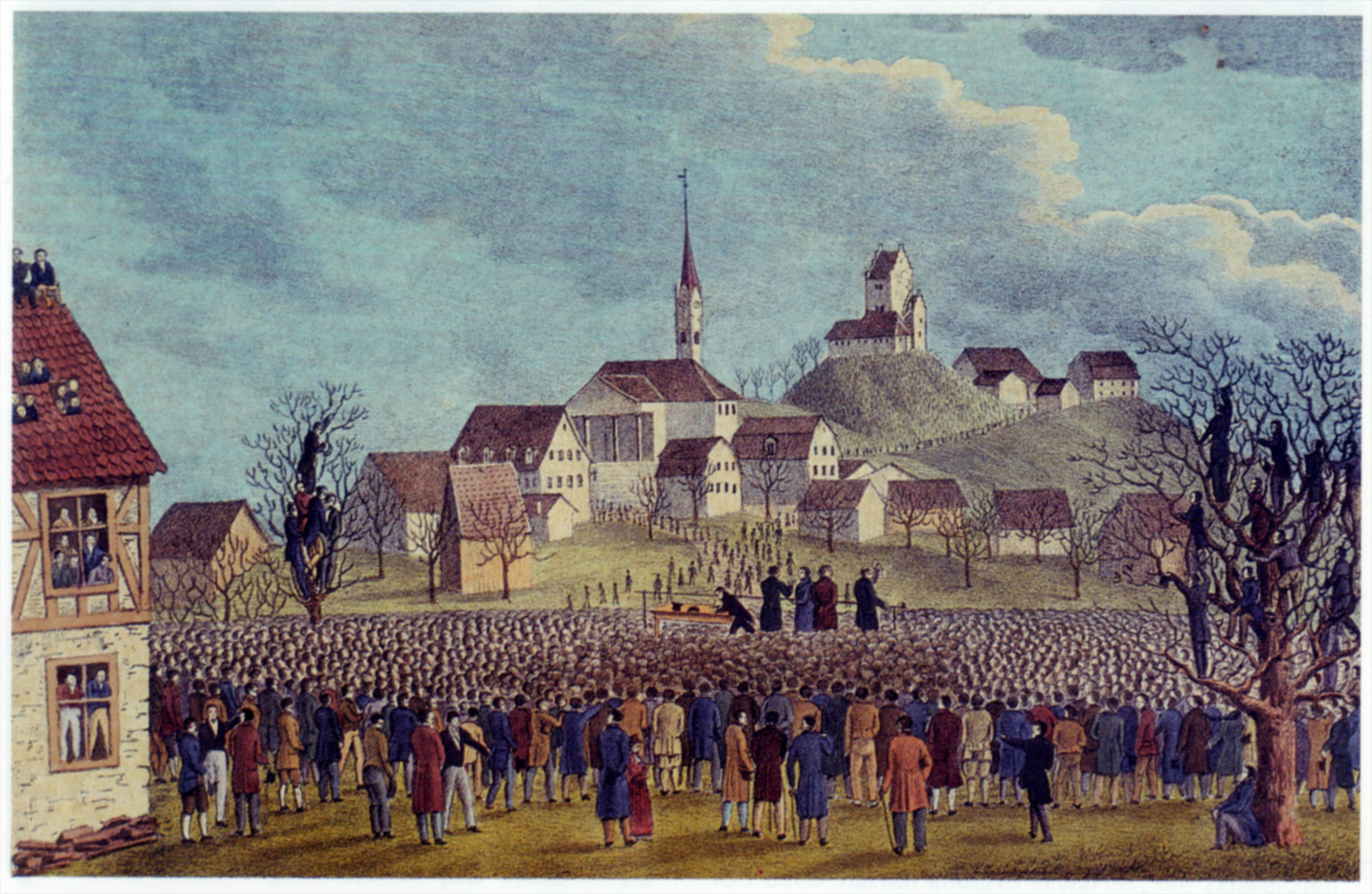
1830: Die Versammlung in Uster

- 1830: Auf dem Zimiker-Hügel in Uster versammeln sich während der Regeneration rund 10.000 Männer der Zürcher Landschaft und fordern in Memorial von Uster eine neue liberale Verfassung.
- 1848: Im Zweiten Sikh-Krieg findet die Schlacht von Ramnagar zwischen der Britischen Ostindien-Kompanie und der Sikh-Armee des Punjab statt.

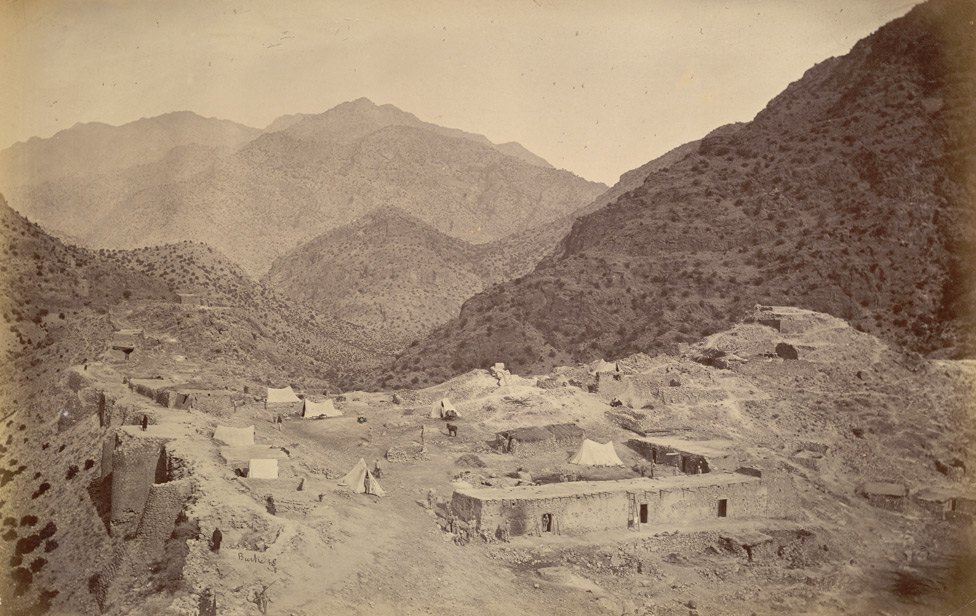
1878: Die eingenommene Bergfestung Ali Masjid

- 1878: Mit der von der britischen Armee in der Nähe des Chaiber-Passes gewonnenen Schlacht von Ali Masjid setzt der Zweite Anglo-Afghanische Krieg ein.
- 1918: Französische Truppen ziehen nach dem Ersten Weltkrieg in Straßburg ein und beenden damit die erst am 11. November ausgerufene Republik Elsaß-Lothringen.
- 1918: Großherzog Friedrich II. von Baden, der bereits am 13. November vorläufig auf die Regierungsgeschäfte verzichtet hat, dankt offiziell ab und verkündet den Thronverzicht für die morganatische Linie Baden.
- 1927: Durch den Abschluss des zweiten Tiranapakts mit Italien wird Albanien faktisch ein italienisches Protektorat.
- 1937: In Nigeria wird der West African Pilot gegründet, Nigerias erste populärjournalistische Zeitung. Sie tritt vehement für die Unabhängigkeit Nigerias ein und wird vom späteren Staatspräsidenten Nigerias Nnamdi Azikiwe geleitet.
- 1940: Im Griechisch-Italienischen Krieg können die Griechen bei ihrer Gegenoffensive die Ende Oktober in ihr Land eingedrungenen italienischen Truppen weiter zurückwerfen und die albanische Stadt Korça einnehmen.
- 1942: Zweiter Weltkrieg: Im Verlauf der Schlacht von Stalingrad treffen die beiden Stoßkeile der Roten Armee am Don zusammen, wodurch die 6. deutsche Armee unter General Friedrich Paulus westlich von Stalingrad eingeschlossen wird.

1943: Flagge des Libanon

- 1943: Nachdem der Libanon bereits am 26. November 1941 seine Unabhängigkeit proklamiert hat, erhält das bisherige französische Mandatsgebiet endgültig seine Unabhängigkeit.
- 1943: Während der Konferenz von Kairo verhandeln Franklin D. Roosevelt und Winston Churchill mit Chiang Kai-shek über die chinesische Nachkriegsordnung.
- 1949: Die Alliierten Hohen Kommissare und Konrad Adenauer unterzeichnen das Petersberger Abkommen, das die Rechte der deutschen Bundesregierung über das nur einige Wochen vorher in Kraft getretene Besatzungsstatut hinaus erweitert.
- 1956: Ungarns früherer Ministerpräsident Imre Nagy wird beim Verlassen der jugoslawischen Botschaft, in die er nach dem Scheitern des Volksaufstands geflüchtet war, mit seinen Begleitern – trotz Zusicherung von Straffreiheit durch seinen Nachfolger János Kádár – vom sowjetischen KGB verhaftet und nach Rumänien verschleppt.

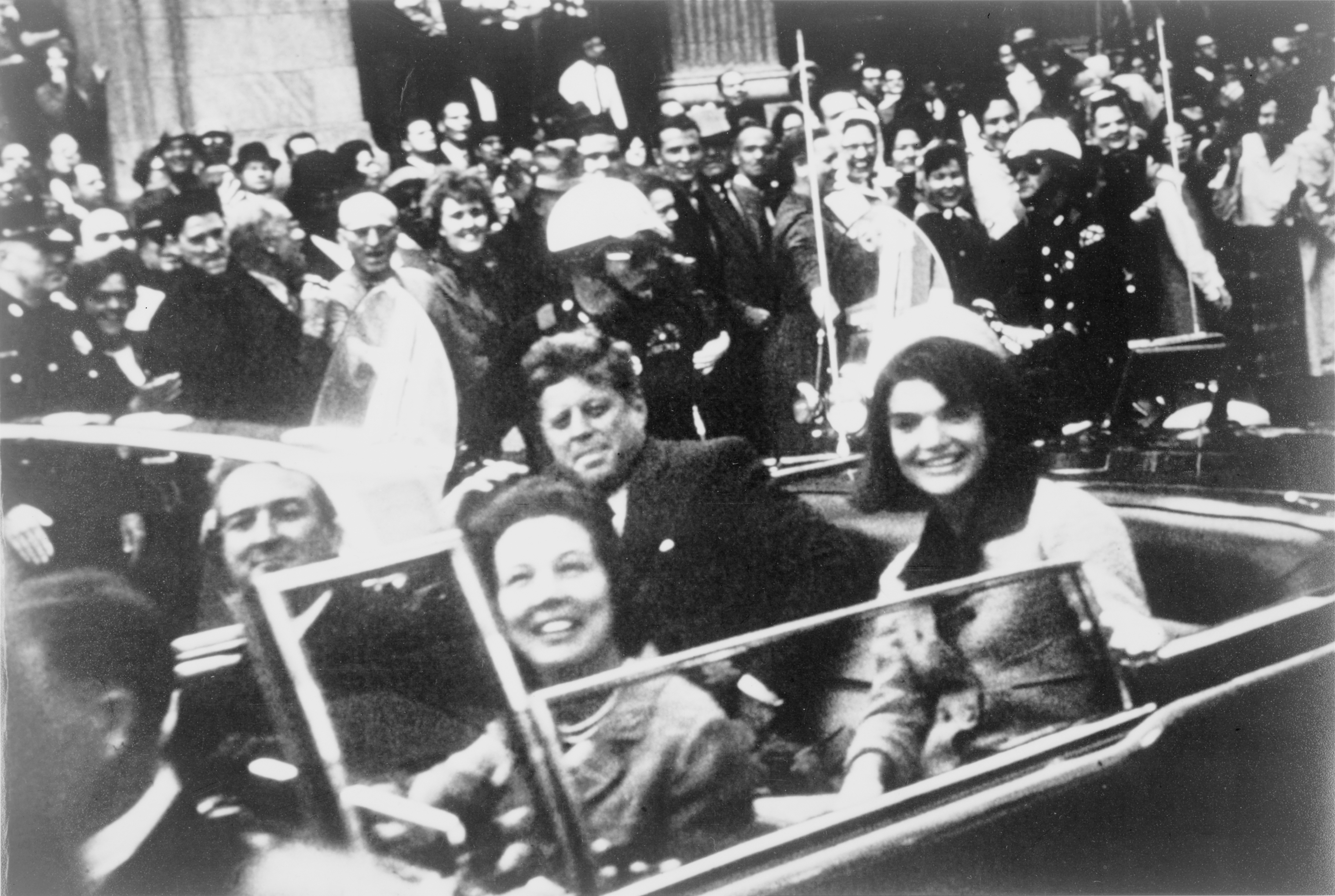
1963: John & Jackie Kennedy vor dem Attentat

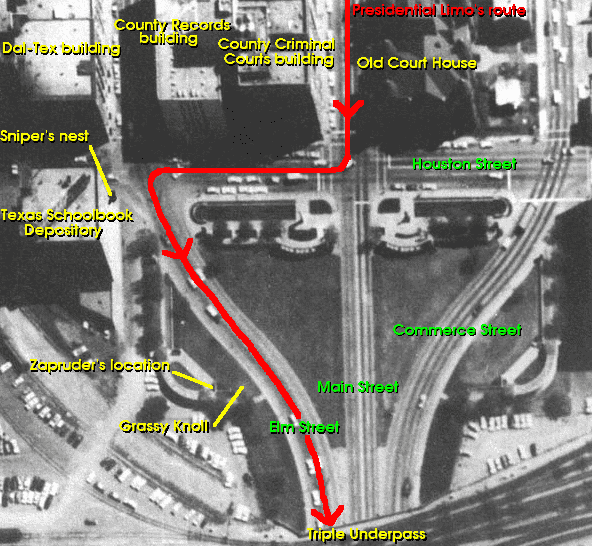
1963: Der Schauplatz des Kennedy-Attentats

- 1963: Der Präsident der Vereinigten Staaten, John F. Kennedy, kommt bei einem Attentat in Dallas ums Leben. Vizepräsident Lyndon B. Johnson wird am Nachmittag als neuer Präsident vereidigt.
- 1967: Der UN-Sicherheitsrat beschließt die Resolution 242, mit der der Rückzug Israels aus den im Sechstagekrieg eroberten Gebieten gefordert wird.
- 1969: Die Südtiroler Volkspartei (SVP) stimmt mit knapper Mehrheit für die Annahme des Südtirol-Pakets.
- 1970: Im portugiesischen Kolonialkrieg beginnt die portugiesische Operation Mar Verde, ein amphibischer Angriff auf die Hauptstadt Guineas.
- 1975: Zwei Tage nach Francos Tod wird Juan Carlos zum König von Spanien proklamiert, was in der Folge zum Übergang vom Franquismus zur Demokratie führt.
- 1983: Der Deutsche Bundestag billigt die Stationierung neuer Mittelstreckenraketen vom Typ Pershing 2 in der Bundesrepublik.
- 1989: Nach siebzehn Tagen im Amt wird der libanesische Präsident René Moawad in Beirut durch die Explosion einer Autobombe getötet; 23 weitere Menschen verlieren bei dem Attentat ihr Leben. Die Verantwortlichen und die Hintergründe bleiben im Dunkeln.
- 1989: Auf Initiative der Bürgerbewegung Demokratie Jetzt einigen sich oppositionelle Gruppen und die Führung der SED auf die Gründung des Zentralen Runden Tisches.
- 1990: Die seit 1979 regierende Margaret Thatcher gibt ihren Rücktritt als britische Premierministerin bekannt.
- 1999: Das im Zuge der deutschen Einheit nach Erfurt verlegte Bundesarbeitsgericht nimmt seinen Dienstbetrieb auf.
- 2003: Nach den von Manipulationen überschatteten Wahlen vom 2. November in Georgien stürmen Oppositionsanhänger unter Führung von Micheil Saakaschwili das Parlamentsgebäude mit Rosen in der Hand und fordern den Rücktritt von Präsident Eduard Schewardnadse.
- 2004: Mehr als 100.000 Menschen demonstrieren auf dem Majdan in Kiew gegen Manipulationen in Zusammenhang mit der Präsidentschaftswahl in der Ukraine – der Beginn der Orangen Revolution.

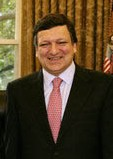
2004: José Manuel Barroso

- 2004: Der ehemalige portugiesische Ministerpräsident José Manuel Barroso wird mit seinem zweiten Kommissionsvorschlag Nachfolger von Romano Prodi als Präsident der Europäischen Kommission, nachdem sein erster Vorschlag am Widerstand gegen den umstrittenen Italiener Rocco Buttiglione gescheitert ist.
- 2005: Angela Merkel (CDU) wird vom Bundestag als erste Frau in der Geschichte der Bundesrepublik Deutschland in das Amt des Bundeskanzlers gewählt.
- 2006: Nach den niederländischen Parlamentswahlen zieht erstmals eine Tierschutzpartei, die Partij voor de Dieren, mit zwei Abgeordneten in ein Parlament ein.
- 2017: Der bosnisch-serbische  Ex-General Ratko Mladić wird vom Internationalen Strafgerichtshof unter anderem wegen des Massakers von Srebrenica verurteilt.
- 2017: Nach den Landtagswahlen in Niedersachsen wird in Hannover das rot-schwarze Kabinett Weil II ernannt.

### Wirtschaft
- 1776: Anhaltende finanzielle Probleme führen zur Auflösung der Dänischen Westindien-Kompanie.
- 1904: Die erste Ausgabe der Grazer Kleinen Zeitung erscheint.
- 1993: In Armenien wird mit dem Dram ein neues Zahlungsmittel eingeführt.
- 1993: Der mexikanische Senat stimmt dem Nordamerikanischen Freihandelsabkommen (NAFTA) zu, das zum 1. Januar 1994 in Kraft treten wird und u. a. zahllose Zölle abschaffen wird.
- 2005: Der Europäische Gerichtshof entscheidet in der Rechtssache Mangold, dass § 14 Absatz 3 des deutschen Teilzeit- und Befristungsgesetzes gegen die EG-Richtlinie 2000/78/EG über die Verwirklichung der Gleichbehandlung in Beschäftigung und Beruf verstößt.
- 2013: Die von Microsoft entwickelte Spielkonsole Xbox One, als Nachfolger der Xbox 360, wird in Europa veröffentlicht.
- 2018: Der seit 1950 erschienene Otto-Katalog wird zum letzten Mal zum Druck auf Papier gegeben.[1]

### Wissenschaft und Technik
- 1955: Im Atomwaffentestgelände Semipalatinsk zündet die Sowjetunion erneut eine Kernwaffe, eine transportable Wasserstoffbombe.

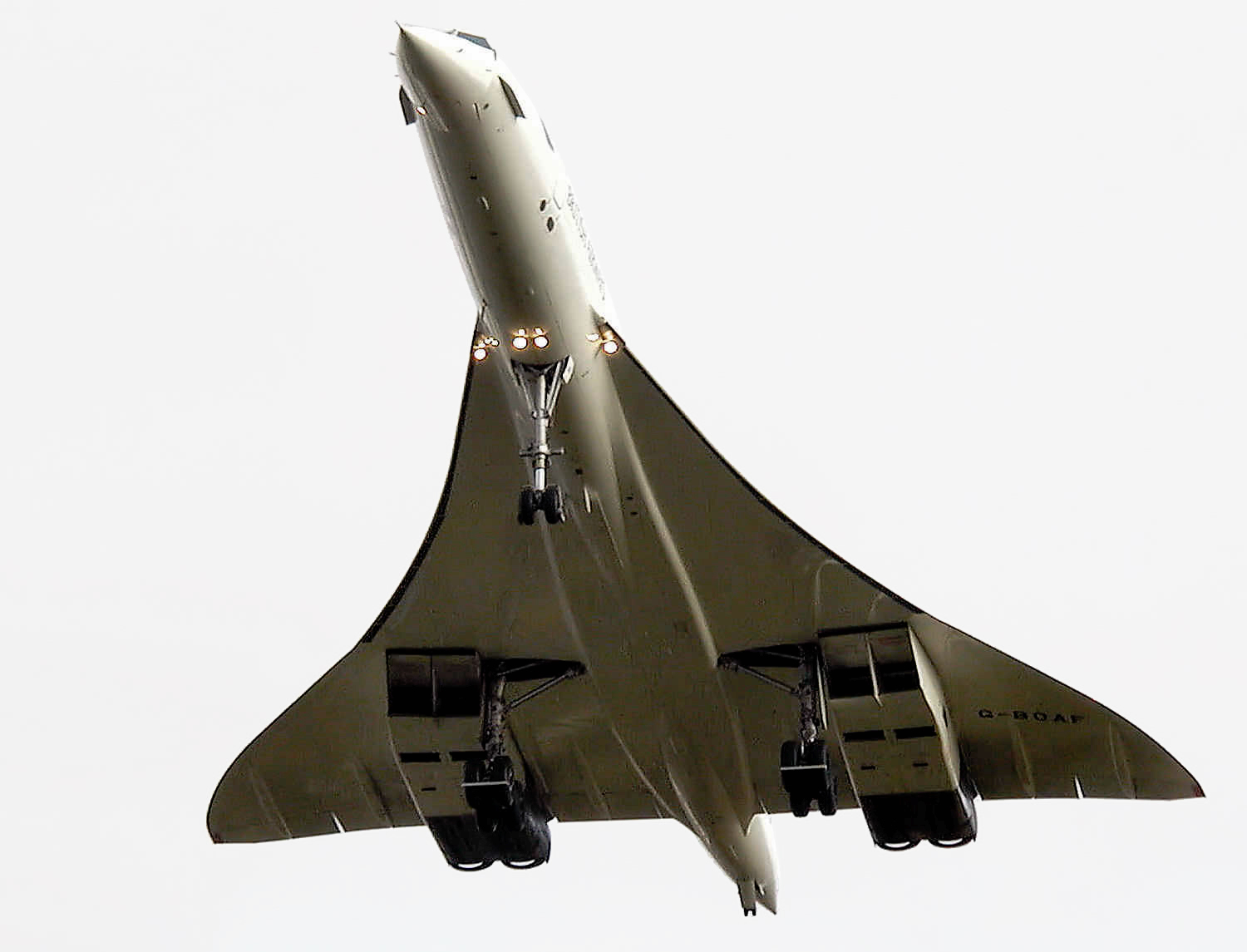
1977: Concorde

- 1977: Die Concorde startet zu ihrem ersten Überschallflug von Paris nach New York City.
- 1997: Der Bau des Drei-Schluchten-Staudamms in der Volksrepublik China beginnt.

### Kultur
- 1712: Am Queen’s Theatre in London findet die Uraufführung der Oper Il Pastor fido (Der treue Hirte) von Georg Friedrich Händel statt. Das Stück fällt in seiner Erstfassung durch und wird bereits nach sieben Vorstellungen abgesetzt.
- 1897: Am Teatro Lirico in Mailand erfolgt die Uraufführung des Dramas L’Arlesiana von Francesco Cilea.
- 1908: In Bitola endet der Kongress von Monastir, auf dem sich zahlreiche Vertreter unterschiedlicher Bereiche auf ein Alphabet für die Albanische Sprache geeinigt haben.
- 1912: In Oslo wird Det Norske Teatret gegründet, das Stücke in Nynorsk und norwegischen Dialekten aufführt.
- 1928: Der Boléro von Maurice Ravel wird in der Pariser Oper uraufgeführt.
- 1957: Der US-amerikanische Sänger Harry Belafonte gelangt als erster Schwarzer auf Platz eins der britischen Hitparade. Seine Interpretation des Weihnachtsliedes Mary’s Boy Child des Afroamerikaners Jester Joseph Hairston bleibt dort sieben Wochen.
- 1959: Im Fernsehen der DDR wird die erste Folge von Unser Sandmännchen ausgestrahlt.
- 1963: The Beatles veröffentlichten das Album With The Beatles im Vereinigten Königreich.
- 1965: Das Musical Der Mann von La Mancha von Mitch Leigh, nach dem Text von Dale Wasserman wird am Anta Washington Square Theatre in New York City uraufgeführt.
- 1968: The Beatles veröffentlichen das Weiße Album.
- 2018: Das Anne-Frank-Haus in Amsterdam wird nach zweijähriger Renovierung und Erweiterung wiedereröffnet.

### Religion
- 0498: Nach dem Tod von Papst Anastasius II. werden gleich zwei Nachfolger gewählt: Symmachus und Laurentius.
- 1277: Nikolaus III. wird in Viterbo als Nachfolger von Johannes XXI. zum Papst gewählt.
- 1307: In der Bulle Pastoralis praeeminentiae fordert Papst Clemens V. die weltlichen Herrscher in Europa auf, die Mitglieder des Templerordens zu verhaften und deren Eigentum zu beschlagnahmen.
- 1902: Nach seinem Eindruck eines Abfalls vom Glauben und religiösen Zeremonien in der Kirche Böhmen und Mährens beruft Papst Leo XIII. mit der Enzyklika Quae ad nos dort eine Bischofskonferenz ein. Unter Leitung des Prager Kardinals Leo Skrbenský von Hříště sollen Wege zur Mängelbeseitigung gefunden werden.

### Katastrophen
- 1847: Auf dem Raddampfer Phoenix setzen überhitzte Dampfkessel die Holzverkleidung des Dampfers in Brand, der daraufhin in Flammen aufgeht und fünf Kilometer vor Sheboygan auf dem Michigansee ausbrennt. Etwa 250 Menschen sterben bei einem der schwersten Schiffsunglücke auf den Großen Seen.
- 1873: Der französische Transatlantikdampfer Ville du Havre der Reederei Compagnie Générale Transatlantique kollidiert auf dem Nordatlantik mit dem Klipper Loch Earn, bricht auseinander und sinkt innerhalb von zwölf Minuten. Dabei verlieren 226 Menschen ihr Leben.
- 1943: Die Berliner Kaiser-Wilhelm-Gedächtniskirche wird in der Nacht auf den 23. November bei einem Bombenangriff getroffen, wodurch es zu einem Brand kam, der die Spitze des Hauptturms einknicken ließ.
- 2010: Beim traditionellen Wasserfest in der kambodschanischen Hauptstadt Phnom Penh bricht eine Massenpanik aus. Mindestens 339 Menschen sterben bei Gedränge auf einer Brücke.

Kleinere Unglücksfälle sind in den Unterartikeln von Katastrophe und in der Liste von Katastrophen aufgeführt.

### Natur und Umwelt
- 2000: Bei einem Felssturz bricht etwa ein Drittel des Kletterfelsens Wartturm unterhalb der Bastei im Klettergebiet Sächsische Schweiz ab.

### Sport
- 1925: Mit einem Fussball-Lokalderby zwischen dem GC und dem FC Zürich wird der Sportplatz Letzigrund eröffnet.
- 1942: Die deutsche Fußballnationalmannschaft bestreitet ihr kriegsbedingt vorerst letztes Spiel gegen die Slowakei in Bratislava und gewinnt dieses mit 5:2.
- 1950: Die als Verursacher des Zweiten Weltkriegs vom internationalen Spielverkehr im Fußball bislang ausgeschlossenen Deutschen tragen ihr erstes Nachkriegsländerspiel aus. Die DFB-Elf gewinnt 1:0 gegen die Schweiz, während in Saarbrücken die saarländische Auswahl die B-Mannschaft der Schweiz mit 5:3 besiegt.

- 1956: In Melbourne, Australien, werden die  XVI. Olympischen Sommerspiele eröffnet, die bis zum 8. Dezember dauern werden.
- 1986: Mike Tyson gewinnt seinen Boxkampf und damit den Weltmeistertitel im Schwergewicht gegen Trevor Berbick im Hilton Hotel, Las Vegas, durch technischen k. o.
- 1996: Roy Jones Jr. gewinnt seinen Boxkampf und damit den Weltmeistertitel im Halbschwergewicht gegen Mike McCallum.
- 2003: England gewinnt das Finale der Rugby-Union-Weltmeisterschaft in Sydney 20:17 gegen Australien.

Einträge von Leichtathletik-Weltrekorden befinden sich unter der jeweiligen Disziplin unter Leichtathletik.

## Geboren

### Vor dem 17. Jahrhundert

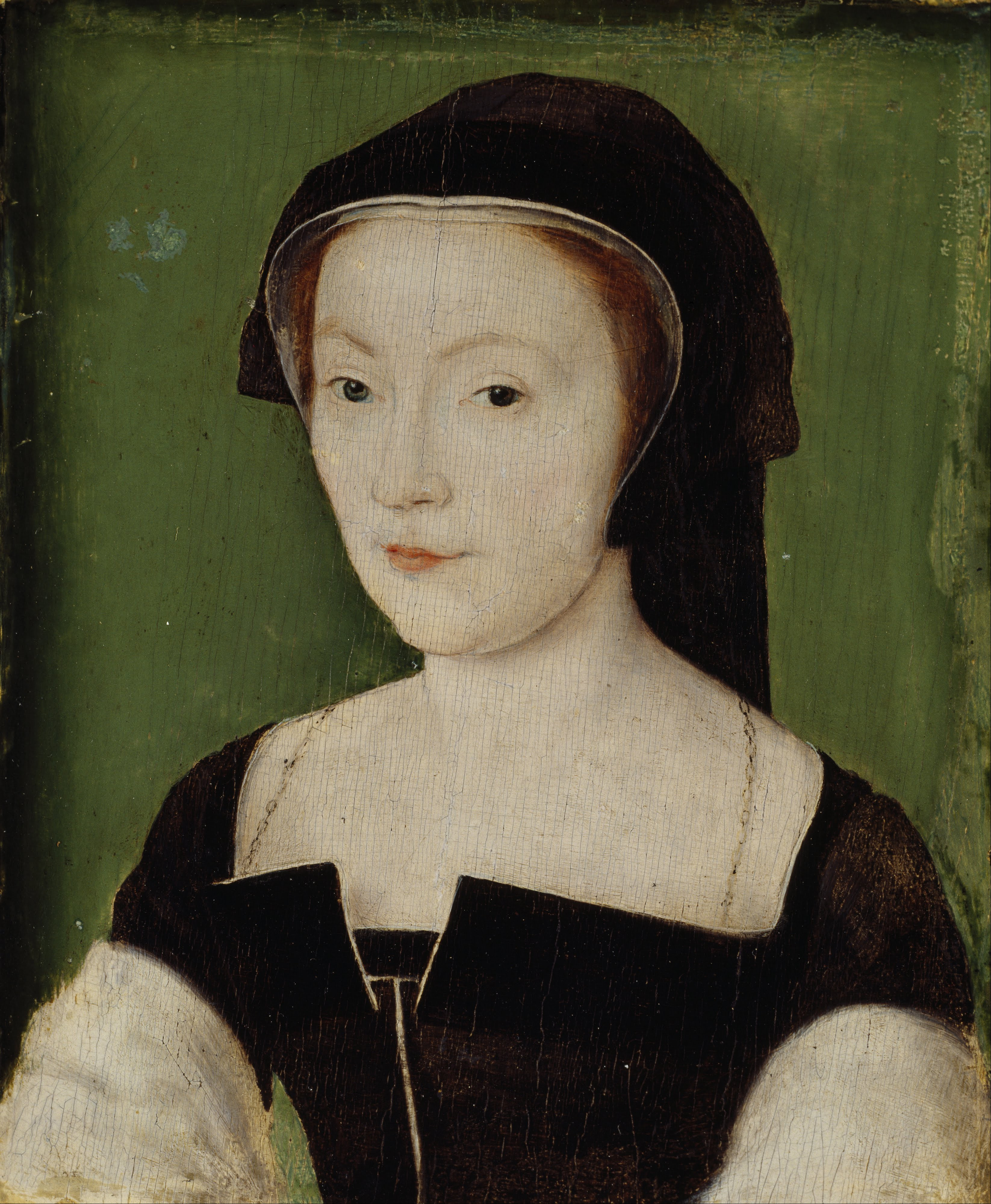
Marie de Guise (* 1515)
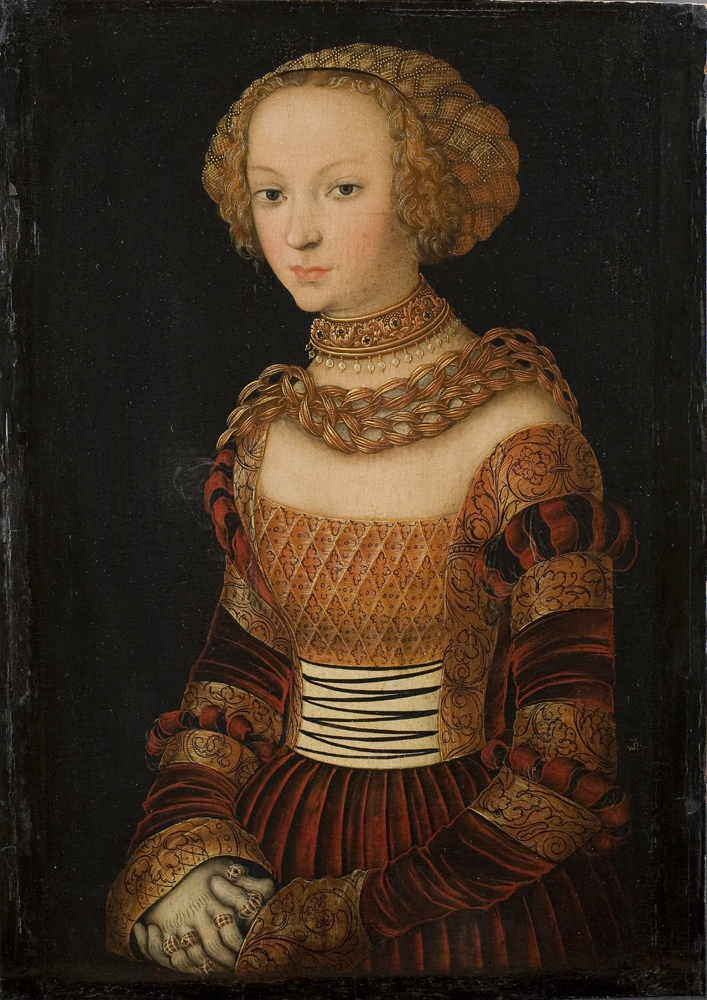
Anna von Dänemark (* 1532)

- 1329: Elisabeth von Meißen, wettinische Prinzessin, Burggräfin von Nürnberg
- 1337: Jeong Mong-ju, koreanischer Staatsmann, Diplomat, Philosoph, Dichter und Schriftsteller
- 1428: Richard Neville, 16. Earl of Warwick, englischer Adeliger, Heerführer in den Rosenkriegen
- 1515: Marie de Guise, französische Adelige, Königin von Schottland
- 1532: Anna von Dänemark, dänische Prinzessin, Kurfürstin von Sachsen („Mutter Anna“)
- 1533: Alfonso II. d’Este, Herzog von Ferrara, Modena und Reggio
- 1536: Johann VI., Graf von Nassau-Dillenburg
- 1560: Karl von Burgau, Markgraf von Burgau und kaiserlicher Feldmarschall
- 1572: Guilielmus Alardus, deutscher Lyriker und Kirchenliedkomponist

### 17. Jahrhundert
- 1602: Élisabeth de Bourbon, portugiesische und spanische Königin, Prinzessin von Frankreich
- 1604: Pieter de Jode der Jüngere, niederländischer Kupferstecher
- 1614: Hieronymus Praetorius, deutscher Komponist und Organist
- 1624: Auguste Sophie von Pfalz-Sulzbach, Pfalzgräfin von Sulzbach und Fürstin von Lobkowicz
- 1635: Andreas Gottfried Ammon, deutscher Theologe und Pädagoge
- 1635: Francis Willughby, englischer Naturforscher
- 1640: Samuel Stryk, deutscher Jurist
- 1643: René-Robert Cavelier, Sieur de La Salle, französischer Entdecker
- 1656: Philipp Wilhelm von Boineburg, Reichsgraf, siebenter Erfurter Statthalter, Rektor
- 1660: Franz Karl von Auersperg, Fürst von Auersperg, Herzog von Münsterberg und kaiserlicher General
- 1661: Benoît Audran, französischer Kupferstecher
- 1672: Justus Falckner, deutsch-amerikanischer Pastor
- 1683: Franz Kaspar von Franken-Siersdorf, Kölner Weihbischof
- 1684: Edward Vernon, britischer Marineoffizier und Politiker, Vizeadmiral der Royal Navy
- 1698: Pierre de Rigaud, französischer Marineoffizier, Generalgouverneur von Neufrankreich

### 18. Jahrhundert

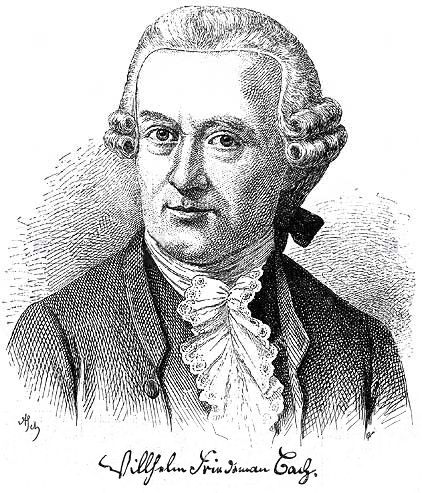
Wilhelm Friedemann Bach (* 1710)
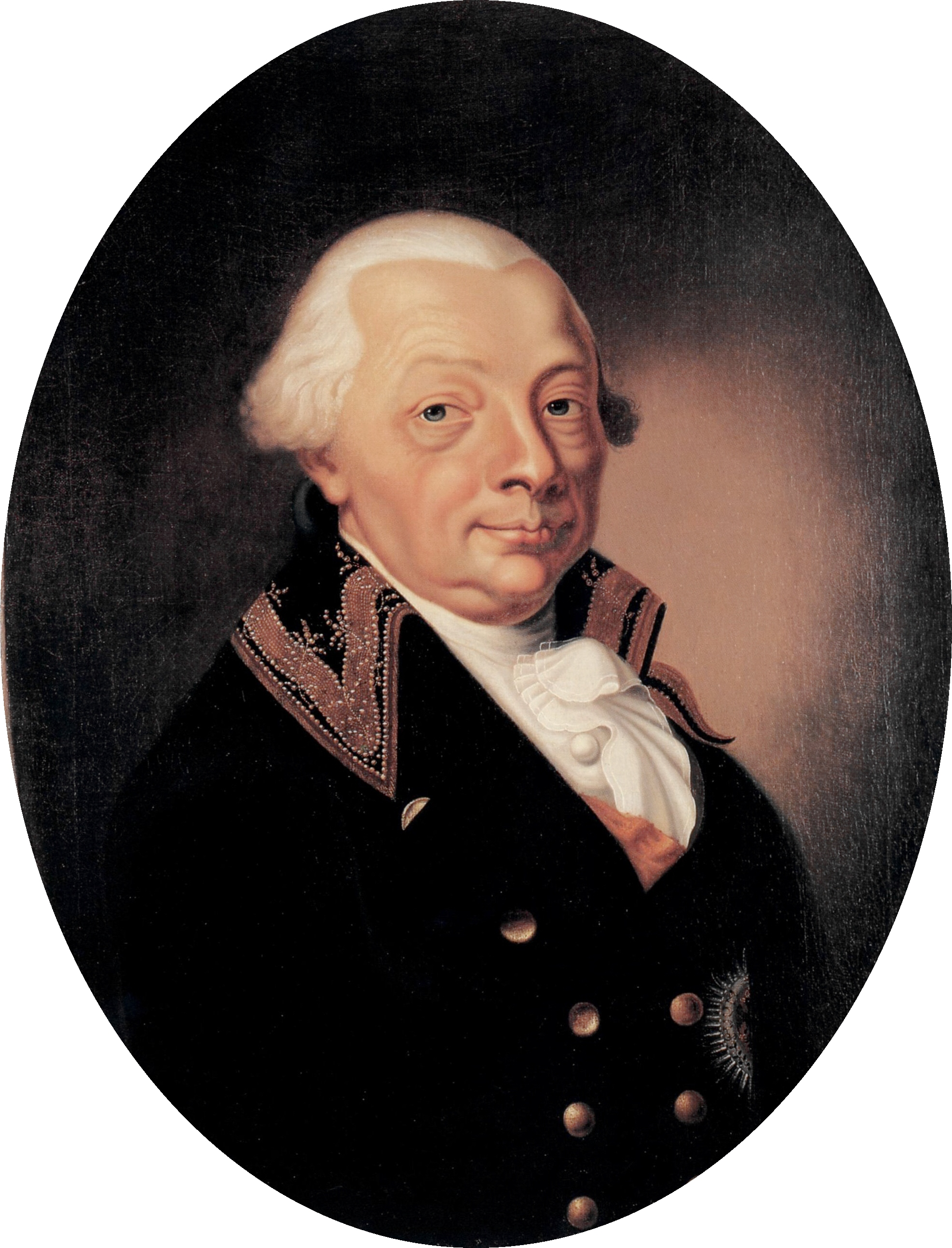
Karl Friedrich von Baden (* 1728)
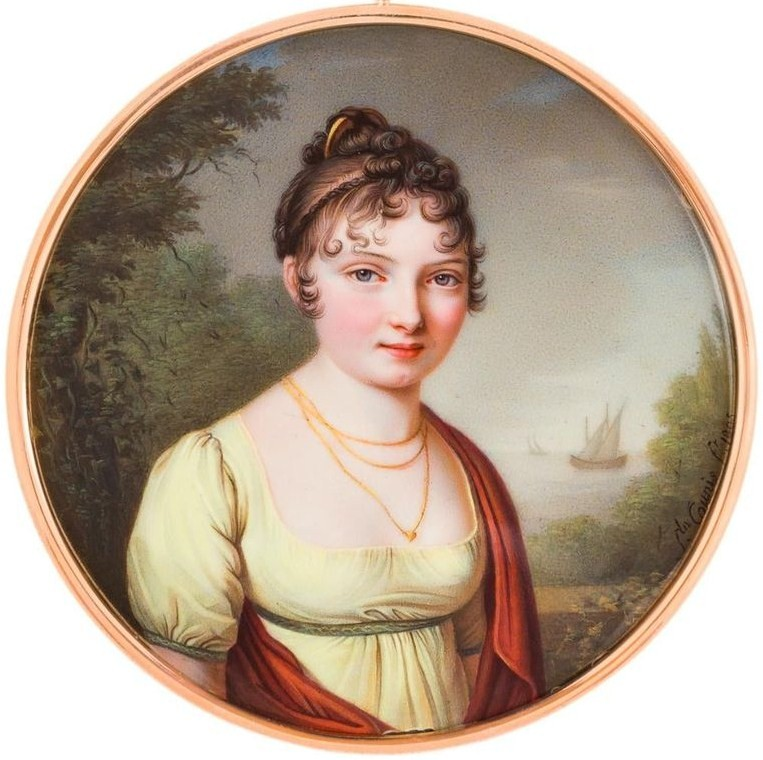
Juliana von Krüdener (* 1764)
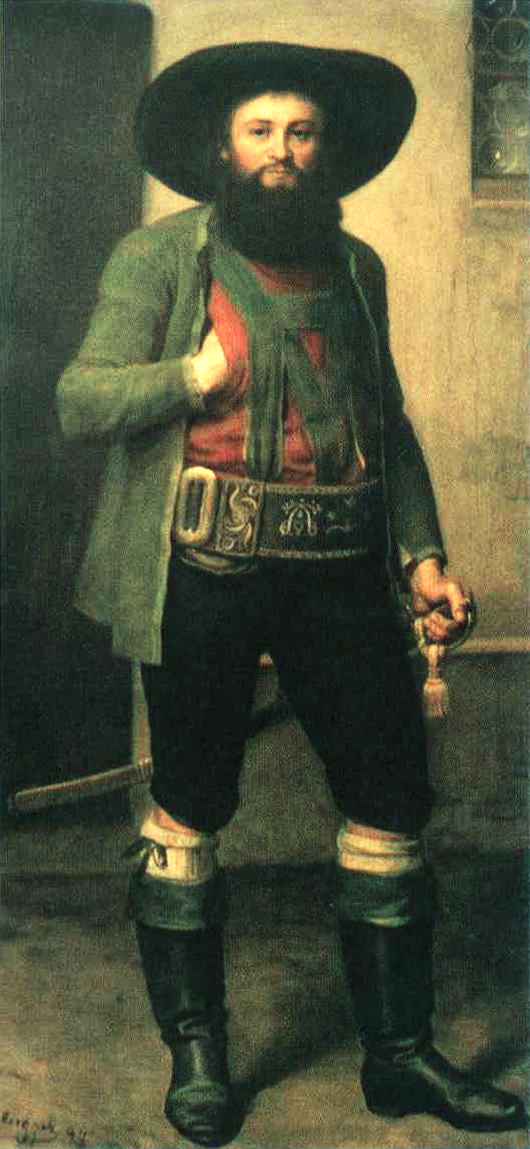
Andreas Hofer (* 1767)

- 1703: Balthasar Riepp, österreichischer Maler
- 1706: Charles Spencer, 3. Herzog von Marlborough, britischer Adeliger und Politiker
- 1709: Franz Benda, tschechischer Geiger und Komponist
- 1709: Johann Jerusalem, deutscher Theologe („Abt Jerusalem“)
- 1710: Wilhelm Friedemann Bach, deutscher Komponist
- 1721: Marcantonio Marcolini, italienischer Geistlicher, Titularerzbischof von Thessalonica, Kardinal
- 1723: Pierre Michel d’Ixnard, französischer Baumeister
- 1725: Ignaz Günther, deutscher Bildhauer
- 1727: Ercole III. d’Este, Sohn des Herzogs Francesco III. d’Este
- 1728: Karl Friedrich, Markgraf von Baden, Kurfürst, Großherzog von Baden
- 1729: Helena Dorothea von Schönberg, Rittergutsherrin in Limbach bei Chemnitz
- 1738: Johann Breithaupt, deutscher Theologe und Lieddichter
- 1742: Johann Gottlob Trampeli, deutscher Orgelbauer
- 1746: Bernt Anker, norwegischer Kaufmann
- 1764ː Juliane von Krüdener, deutsch-baltische Adelige und pietistische Schriftstellerin
- 1766: Charlotte Luise Antoinette von Lengefeld, sächsische Adelige, Ehefrau von Friedrich Schiller
- 1767: Andreas Hofer, Tiroler Freiheitskämpfer
- 1770: Caroline von Bourbon-Parma, Mutter der sächsischen Könige Friedrich August II. und Johann
- 1774: Karl Heinrich Siegfried Rödenbeck, deutscher Historiker
- 1774: Samuel Christian Pape, deutscher Schriftsteller, Dichter und Theologe
- 1777: José Cecilio Díaz del Valle, Präsident der Zentralamerikanischen Konföderation
- 1780: Conradin Kreutzer, deutscher Komponist
- 1787: Rasmus Christian Rask, dänischer Philologe, Mitbegründer der vergleichenden Sprachwissenschaft
- 1788: Johann Gottfried Flügel, deutscher Philologe und Lexikograf
- 1790: Gregor Wilhelm Nitzsch, deutscher klassischer Philologe
- 1791: Carl Gottlob Häcker, deutscher Orgelbauer
- 1791: John Winston Jones, US-amerikanischer Politiker, Mitglied und Sprecher des Repräsentantenhauses
- 1796: Hans Mathias Velschow, dänischer Historiker

### 19. Jahrhundert

#### 1801–1875

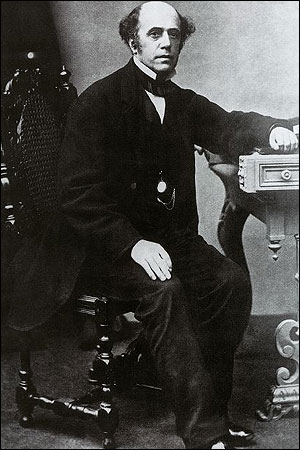
Thomas Cook (* 1808)
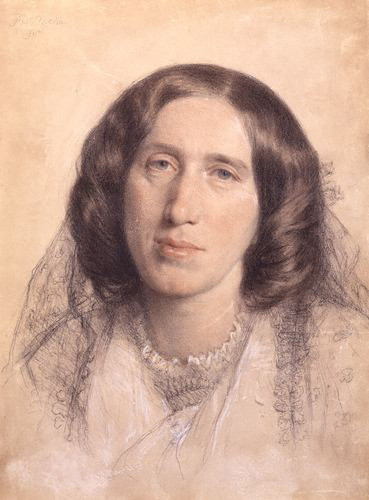
George Eliot (* 1819)
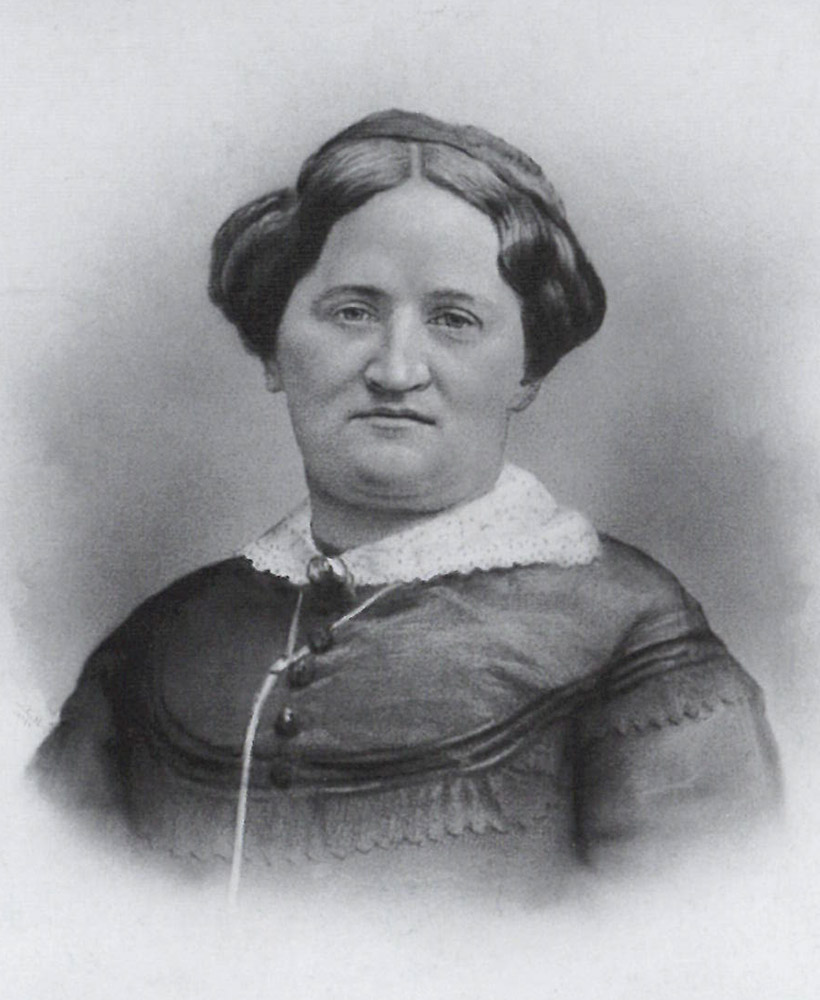
Auguste Löber (* 1824)
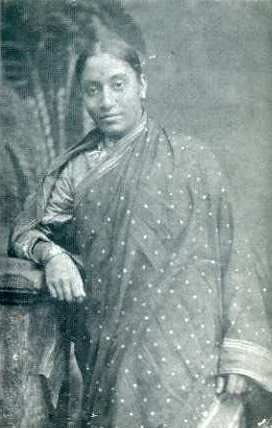
Rakhmabai (* 1864)

- 1802: Ferdinand Deycks, deutscher Altphilologe
- 1807: Ferdinand von Augustin, österreichischer Feldmarschallleutnant und Reiseschriftsteller
- 1808: Thomas Cook, britischer Unternehmer
- 1808: Lionel de Rothschild, britischer Bankier und Politiker
- 1814: Jean-Baptiste-Irénée Callot, französischer Geistlicher und römisch-katholischer Bischof von Oran
- 1818: Achatius von Auerswald, deutscher Richter und Verwaltungsjurist
- 1819: George Eliot, britische Schriftstellerin
- 1821: Charles Brun, französischer Politiker
- 1824: Auguste Löber, deutsche Stifterin
- 1826: Hyacinthe Aube, französischer Marineoffizier und Politiker, Gouverneur von Martinique, Minister
- 1830: Karl Christian Bruhns, deutscher Astronom
- 1835: Frank Crawford Armstrong, US-amerikanischer Brigadegeneral
- 1837: Franklin MacVeagh, US-amerikanischer Politiker, Finanzminister
- 1840: Émile Lemoine, französischer Mathematiker und Ingenieur
- 1840: Albert Studler, Schweizer Landwirt und Politiker
- 1841: Karl Marbach, Titularbischof von Paphus, Weihbischof in Straßburg
- 1849: Fritz Mauthner, deutscher Schriftsteller und Philosoph
- 1850: Georg Dehio, deutscher Kunsthistoriker
- 1852: Paul Brandt, Schweizer evangelischer Geistlicher, Redakteur, Gewerkschafter und Politiker
- 1852: Paul Henri d’Estournelles de Constant, französischer Politiker und Schriftsteller, Friedensnobelpreisträger
- 1856: Helene Böhlau, deutsche Schriftstellerin
- 1857: George Robert Gissing, englischer Schriftsteller
- 1857: Giuseppe Magrini, italienischer Cellist, Musikpädagoge und Komponist
- 1861: Ranavalona III., letzte Herrscherin des Königreichs Madagaskar
- 1864: Rakhmabai, indische Sozialreformerin und Ärztin
- 1867: Wilhelm Groener, deutscher Militär und Politiker, Reichsminister
- 1867: Hermann Kiefer, deutscher Jurist
- 1867: Ernst Sachs, deutscher Erfinder und Industrieller
- 1868: John Nance Garner, US-amerikanischer Politiker, Mitglied des Repräsentantenhauses, Vizepräsident
- 1869: André Gide, französischer Schriftsteller
- 1870: Howard Brockway, US-amerikanischer Komponist
- 1870: Guido Herzfeld, deutscher Schauspieler der Stummfilmzeit
- 1871: Bernard Berg, US-amerikanischer Turner deutscher Herkunft
- 1872: Sepp Kaiser, Schweizer Architekt
- 1873: Leopold Stennett Amery, britischer Journalist und Politiker, mehrfacher Minister

#### 1876–1900
- 1876: Percival Baxter, US-amerikanischer Politiker, Gouverneur von Maine
- 1876: Pierre Petit de Julleville, französischer Geistlicher, Bischof von Dijon, Erzbischof von Rouen, Kardinal
- 1877: Endre Ady, ungarischer Dichter
- 1877: Gabriel Hatton, französischer Autorennfahrer
- 1879:  Catherine Dickens, Schauspielerin, Sachbuchautorin und Frau des englischen Schriftstellers Charles Dickens
- 1879: Julio Salvador Sagreras, argentinischer Gitarrist und Komponist
- 1881: Enver Pascha, türkischer General und Politiker, Kriegsminister
- 1884: Raoul Bachmann, französischer Autorennfahrer
- 1887: Pietro Bordino, italienischer Autorennfahrer
- 1889: Gordon Browning, US-amerikanischer Politiker, Gouverneur von Tennessee
- 1889: Kurt Gillmann, deutscher Harfenist und Komponist
- 1889: Erwin Stresemann, deutscher Zoologe

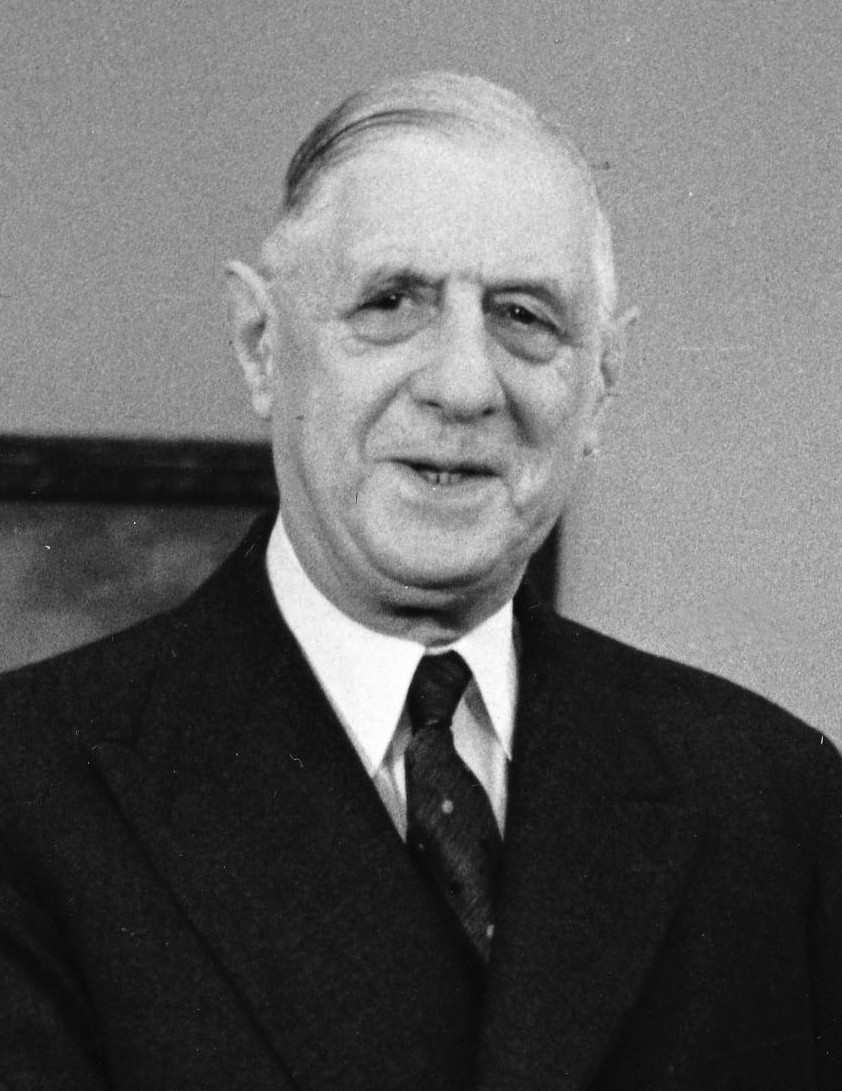
Charles de Gaulle (* 1890)

- 1890: Charles de Gaulle, französischer General und Politiker, Ministerpräsident, Staatspräsident
- 1890: El Lissitzky, russischer Maler, Grafiker und Architekt
- 1890: Kosta Manojlović, serbischer Komponist und Musikethnologe
- 1890: István Szebeny, ungarischer Ruderer
- 1891: Edward Bernays, US-amerikanischer PR-Berater
- 1892: Ermanno Aebi, schweizerisch-italienischer Fußballspieler
- 1892: Bohuslav Kokoschka, österreichischer Maler, Grafiker und Schriftsteller
- 1893: Hannah von Bredow, deutsche Gegnerin des Nationalsozialismus
- 1893: Raymond Collishaw, englischer Militärpilot und Befehlshaber
- 1893: Harley Earl, US-amerikanischer Fahrzeugdesigner
- 1893: Lasar Moissejewitsch Kaganowitsch, sowjetischer Politiker
- 1893: Frederick Henry Mueller, US-amerikanischer Politiker
- 1894: Else Ehser, deutsche Schauspielerin
- 1895: Alexander László, ungarisch-amerikanischer Pianist und Komponist
- 1897: Paul Oswald Ahnert, deutscher Astronom
- 1898: Grete Neuwalder, deutsche Bildhauerin und Keramikerin, NS-Opfer
- 1898: Gabriel González Videla, chilenischer Politiker, Staatspräsident
- 1899: Hoagy Carmichael, US-amerikanischer Komponist
- 1899: Alex Moore, US-amerikanischer Sänger und Klavierspieler

### 20. Jahrhundert

#### 1901–1925
- 1901: Joaquín Rodrigo, spanischer Komponist
- 1902: Joe Adonis, italienischer Mafioso
- 1902: Emanuel Feuermann, US-amerikanischer Cellist
- 1902: Jacques-Philippe Leclerc de Hauteclocque, französischer Militär, Marschall von Frankreich
- 1902: Ethel Smith, US-amerikanische Organistin
- 1904: Miguel Covarrubias, mexikanischer Maler, Karikaturist, Ethnologe und Kunsthistoriker
- 1904: Louis Néel, französischer Physiker, Nobelpreisträger
- 1905: Robert Choquette, kanadischer Schriftsteller und Diplomat
- 1905: Karl Mocker, deutscher Politiker, MdL, MdB
- 1907: Dora Maar, französische Fotografin und Malerin
- 1907: Guido Masetti, italienischer Fußballspieler, Weltmeister
- 1907: Bernard Naylor, englischer Komponist, Organist und Dirigent
- 1908: Nathan Ackerman, US-amerikanischer Psychiater, Psychoanalytiker und Hochschullehrer
- 1908: Paul Taffanel, französischer Flötist und Komponist
- 1909: Hans Holt, österreichischer Schauspieler
- 1909: Michail Leontjewitsch Mil, russischer Hubschrauberkonstrukteur

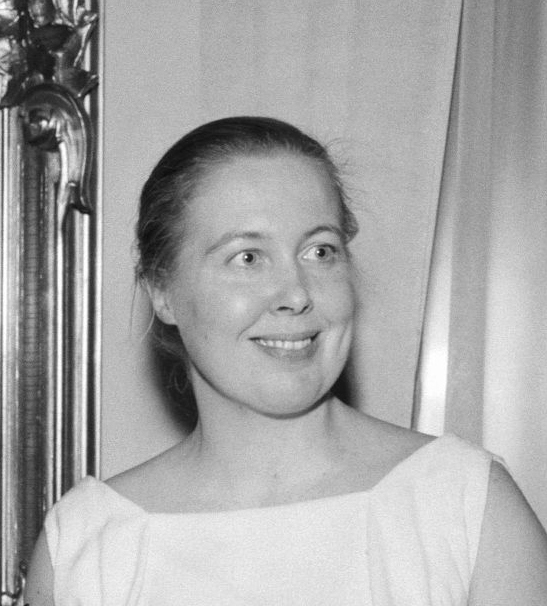
Elissa Aalto (* 1922)

- 1910: Mary Jackson, US-amerikanische Schauspielerin
- 1911: Heinrich Koch, deutscher Theaterregisseur
- 1912: Goede Gendrich, deutscher Forstmann und Autor
- 1913: Benjamin Britten, britischer Komponist
- 1913: Henry Cooper, australischer Boxer
- 1913: Cecilia Martínez, venezolanische Schauspielerin, Rundfunksprecherin und Fernsehmoderatorin
- 1917: Fritz Hillebrand, deutscher Motorradrennfahrer
- 1917: Andrew Huxley, britischer Mediziner, Nobelpreisträger
- 1917: Kurt Locher, Schweizer Staatsbeamter
- 1917: Jean-Etienne Marie, französischer Komponist
- 1919: Amir Aslan Afshar, persischer Botschafter
- 1919: Kiko Mendive, kubanischer Schauspieler, Choreograph, Tänzer und Sänger
- 1921: Pierre Arnold, schweizerischer Manager
- 1921: Rodney Dangerfield, amerikanischer Komiker und Schauspieler
- 1922ː Elissa Aalto, finnische Architektin und Designerin
- 1922: Roberto Aballay, argentinischer Fußballspieler
- 1922: Fikret Amirow, aserbaidschanischer Komponist
- 1922: Jörg Zink, deutscher Theologe und Publizist
- 1923: Arthur Hiller, kanadischer Filmregisseur
- 1923: Dika Newlin, US-amerikanische Komponistin, Musikwissenschaftlerin und -pädagogin
- 1924: Maria Loley, österreichische Flüchtlingshelferin
- 1925: Gunther Schuller, US-amerikanischer Hornist und Komponist

#### 1926–1950

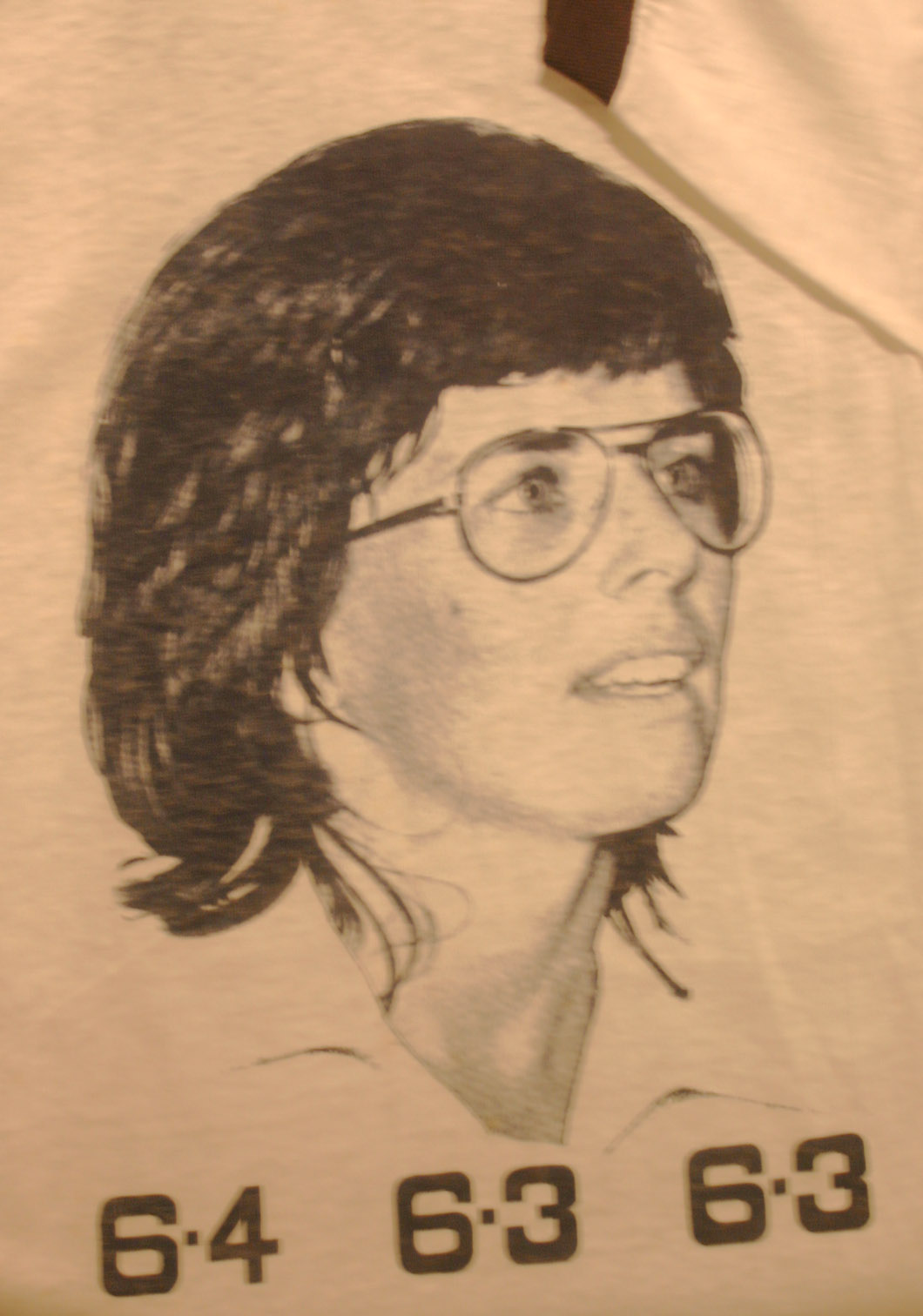
Billie Jean King (* 1943)

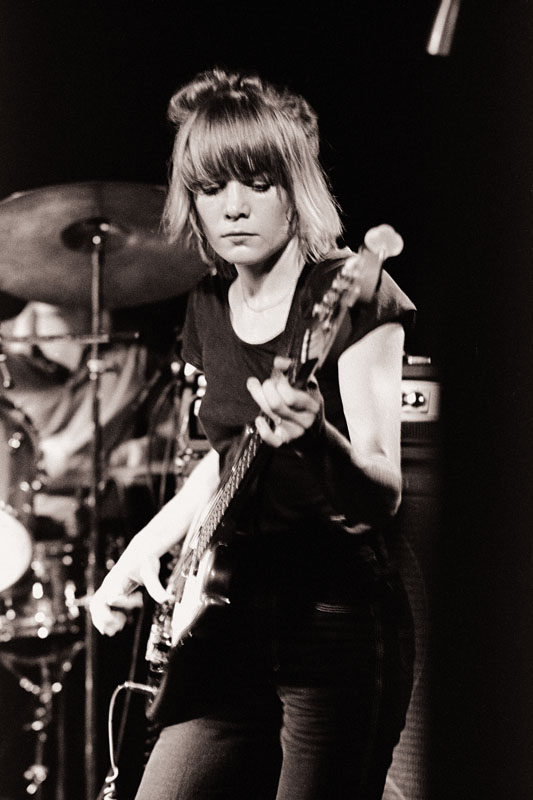
Tina Weymouth (* 1950)

- 1926: Gerhard Altenbourg, deutscher Maler und Grafiker
- 1927: Jimmy Knepper, US-amerikanischer Jazz-Posaunist
- 1927ː Marija Nanajewa,  sowjetische bzw. kirgisische Pharmakologin und Hochschullehrerin
- 1928: Timothy Beaumont, Baron Beaumont of Whitley, britischer Geistlicher und Politiker
- 1928: Gösta Nordahl, schwedischer Fußballspieler
- 1929: Michael Adie, britischer Theologe
- 1929: Ursula Knab, deutsche Leichtathletin, Olympiamedaillengewinnerin
- 1929: Miguel Navarro, spanischer Marathonläufer
- 1930: Owen Kay Garriott, US-amerikanischer Astronaut
- 1930: Peter Hall, britischer Regisseur
- 1930: Peter Hurford, britischer Organist und Komponist
- 1931: Sergio Zardini, italienischer Bobfahrer
- 1932: Franjo Jurjević, jugoslawischer Turner
- 1932: Günter Sawitzki, deutscher Fußballspieler
- 1932: Robert Vaughn, amerikanischer Schauspieler
- 1934: William Arveson, US-amerikanischer Mathematiker
- 1934: Jackie Pretorius, südafrikanischer Autorennfahrer
- 1936: Edgar Augustin, deutscher Bildhauer und Zeichner
- 1936: Karlheinz Stierle, deutscher Romanist und Literaturwissenschaftler
- 1936: Hans Zender, deutscher Komponist und Dirigent
- 1937: Theophil Antonicek, österreichischer Musikwissenschaftler
- 1937: Roland Berger, deutscher Unternehmer, Unternehmens- und Politikberater
- 1937: Nikolai Kapustin, ukrainischer Komponist und Pianist
- 1940: Mario Cortesi, Schweizer Journalist und Verleger
- 1940: Astrid Dannegger, deutsche Keramikerin
- 1940: Frank Duval, deutscher Musiker und Komponist
- 1940: Terry Gilliam, US-amerikanischer Regisseur (Monty Python)
- 1940: Andrzej Żuławski, polnischer Regisseur
- 1941: Tadeusz Chmielewski, polnischer Pianist und Musikpädagoge
- 1941: Cilia van Dijk, niederländische Filmproduzentin
- 1941: Ron McClure, US-amerikanischer Musiker
- 1941: Günther Koch, deutscher Hörfunk- und TV-Moderator
- 1943: Jörg Hube, deutscher Schauspieler, Regisseur und Kabarettist
- 1943: Billie Jean King, US-amerikanische Tennisspielerin
- 1943: William Kotzwinkle, US-amerikanischer Schriftsteller
- 1943: Alexander Prinz zu Sayn-Wittgenstein-Sayn, deutscher Unternehmer
- 1944: Michael Krapp, deutscher Politiker, MdL, Landesminister
- 1946: Gabriele von Arnim, deutsche Journalistin und Schriftstellerin
- 1946: Aston Barrett, jamaikanischer Musiker
- 1946: Friedhelm Mönter, deutscher Journalist und Radio-Moderator
- 1947: Jörg Armbruster, deutscher Journalist
- 1947: Alfredo Cristiani Burkard, salvadorianischer Politiker, Staatspräsident
- 1947: Nevio Scala, italienischer Fußballspieler und -trainer
- 1948: Radomir Antić, jugoslawisch-serbischer Fußballspieler und -trainer
- 1948: Raymond Boutinaud, französischer Unternehmer und Autorennfahrer
- 1949: Reiner Geye, deutscher Fußballspieler und -funktionär
- 1949: Bärbel Hähnle, deutsche Leichtathletin
- 1949: Mauro Zani, italienischer Politiker, MdEP
- 1950: Alois Karl, deutscher Politiker, MdB
- 1950: Steven Van Zandt, US-amerikanischer Musiker (E Street Band)
- 1950: Tina Weymouth, US-amerikanische Musikerin, Sängerin und Songschreiberin (Talking Heads)

#### 1951–1975

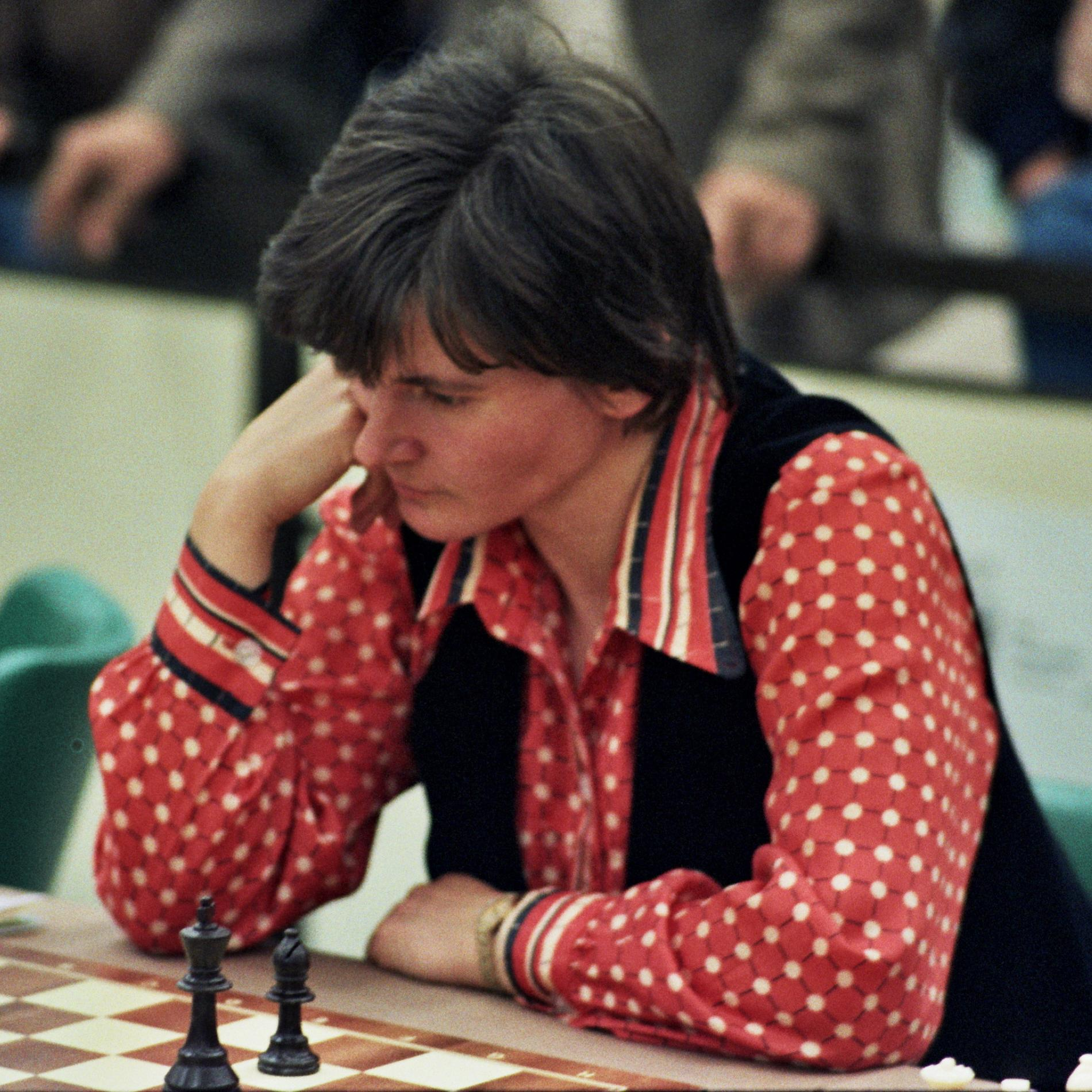
Lidia Semenova 1984 Saloniki (* 1951)

- 1951: Michael Brandner, deutscher Schauspieler
- 1951: Cecilia García,  dominikanische Sängerin, Schauspielerin und Fernsehproduzentin
- 1951: Bernd Herrmann, deutscher Leichtathlet, Olympiamedaillengewinner
- 1951: Kent Nagano, US-amerikanischer Dirigent
- 1951ː Lydyja Semenowa, ukrainische Schachspielerin
- 1952: Małgorzata Gersdorf, polnische Juristin, Präsidentin des Obersten Gerichts in Polen
- 1953: Al Hedman, jamaikanischer Dartspieler
- 1953ː Sonia Ribes-Beaudemoulin, französische Biologin und Ozeanographin
- 1955: Evelyn Hübscher, deutsche Handballspielerin, Olympiamedaillengewinnerin
- 1956: Antje Vogel-Sperl, deutsche Politikerin, MdB
- 1957: Glen Clark, kanadischer Politiker, Premierminister von British Columbia
- 1957: Mackenzie Gray, kanadisch-britischer Schauspieler und Synchronsprecher
- 1958: Jamie Lee Curtis, US-amerikanische Schauspielerin
- 1958: Bruce Payne, britischer Schauspieler
- 1959: Martina Fietz, deutsche Journalistin und stellvertretende Regierungssprecherin
- 1959: Patrice Anderson, US-amerikanische Biathletin
- 1960: Beatrice Müller, Schweizer Journalistin und Moderatorin
- 1961: Alemão, brasilianischer Fußballspieler
- 1961: Johannes Holik, österreichischer Komponist
- 1962: Sumi Jo, koreanische Sopranistin
- 1962: Peter Kuhn, deutscher Karnevalist
- 1963: Abdelhak Benchikha, algerischer Fußballspieler und -trainer
- 1964: Henning Ahrens, deutscher Schriftsteller
- 1964: Robert Slater, australischer Fußballspieler
- 1965: Gustavo Acosta, argentinischer Fußballspieler
- 1965: Mads Mikkelsen, dänischer Schauspieler
- 1966: Akiko Itoyama, japanische Schriftstellerin
- 1966: Nicholas Rowe, britischer Schauspieler

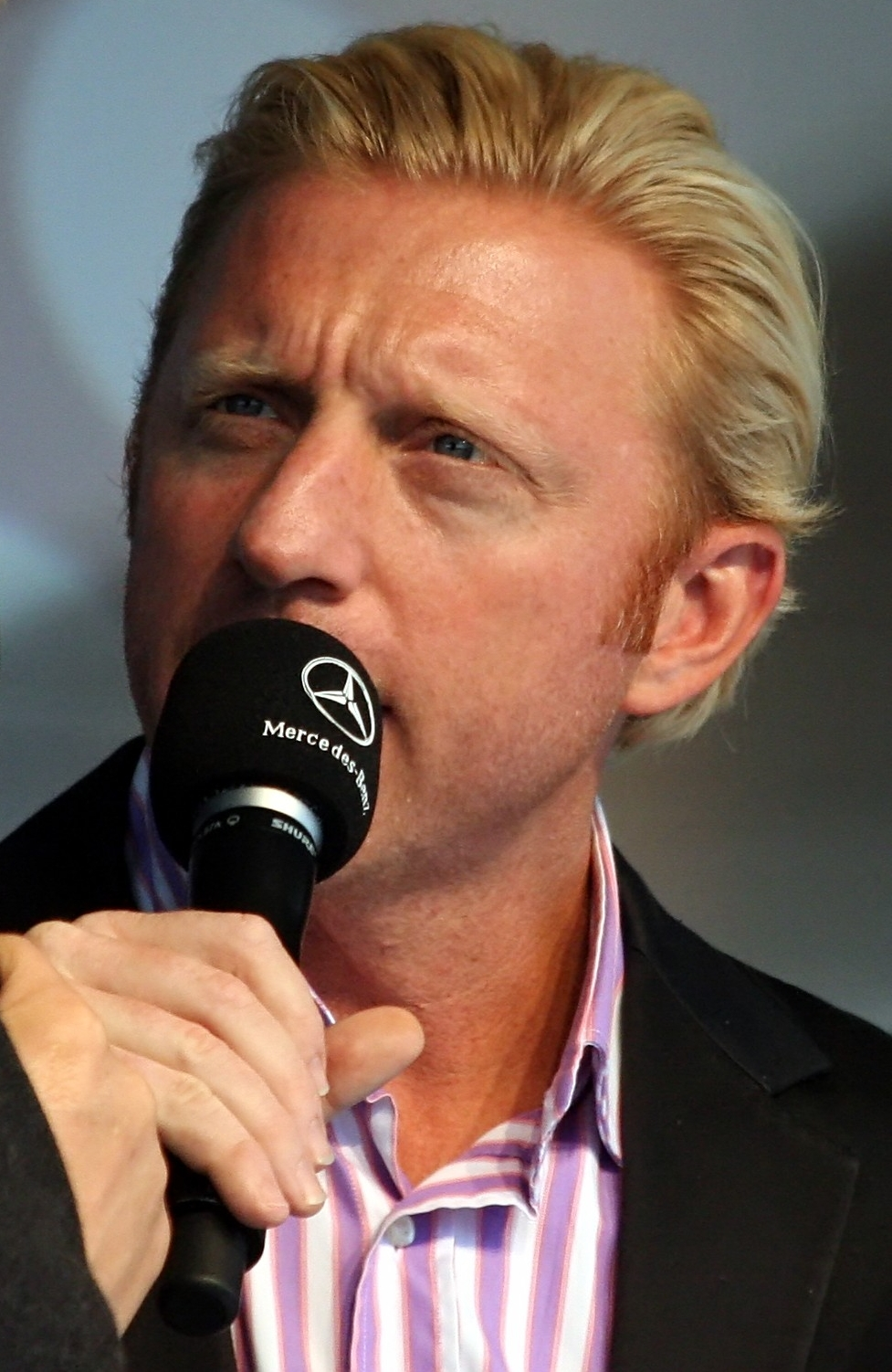
Boris Becker (* 1967)

- 1967: Boris Becker, deutscher Tennisspieler
- 1967: Mark Ruffalo, US-amerikanischer Schauspieler
- 1968: Sidse Babett Knudsen, dänische Schauspielerin
- 1968ː Sabine Ladstätter, österreichische Klassische Archäologin
- 1968: Kerstin von der Decken, deutsche Juristin, Professorin für Völker- und Europarecht
- 1969: Katrin Krabbe, deutsche Leichtathletin, Weltmeisterin
- 1970: Björn Thümler, deutscher Politiker, MdL, Landesminister
- 1971: Geir Hartly Andreassen, norwegischer Kameramann
- 1971: Nikolaj Bredahl Jacobsen, dänischer Handballspieler und -trainer, Weltmeister
- 1972: Franz Bazzani, italienischer Komponist und Pianist
- 1972: Thony Hemery, französischer Freestyle-Skier
- 1973: Bastian Jütte, deutscher Jazzschlagzeuger
- 1973: Chad Trujillo, US-amerikanischer Astronom
- 1974: Finian Maynard, irischer Windsurfer
- 1975: Michael D. Cohen, kanadischer Schauspieler

#### 1976–2000
- 1976: Torsten Frings, deutscher Fußballspieler

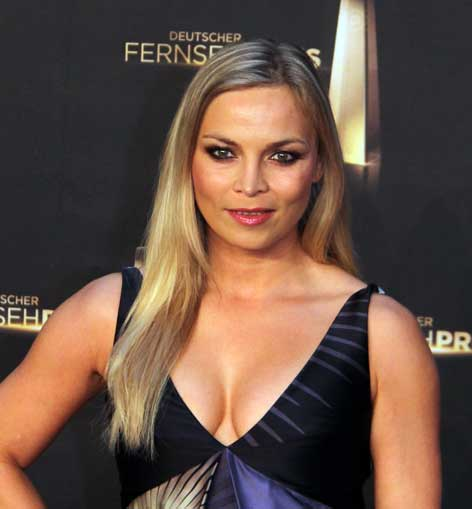
Regina Halmich (* 1976)

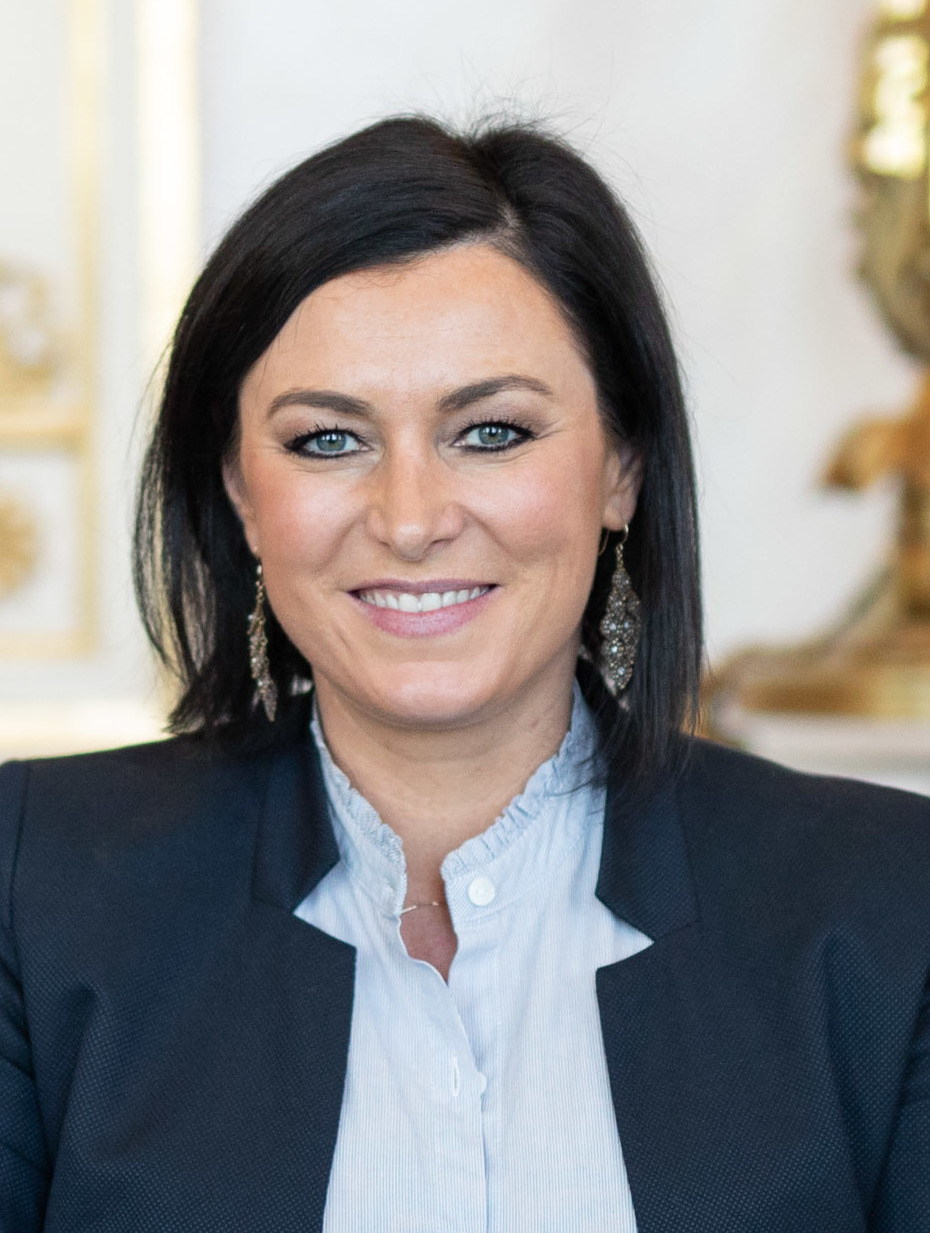
Elisabeth Köstinger (* 1978)

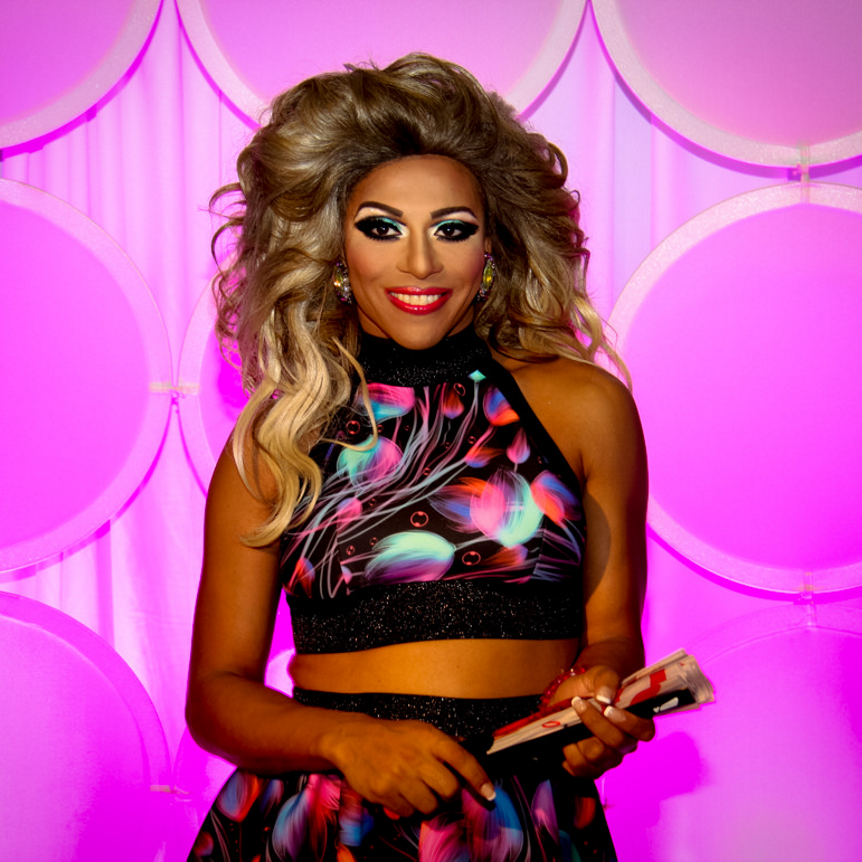
Shangela Laquifa Wadley (* 1981)

- 1976: Regina Halmich, deutsche Boxsportlerin, Weltmeisterin
- 1976: Ville Valo, finnischer Sänger und Musiker (HIM)
- 1977: Santiago Acasiete, peruanischer Fußballspieler
- 1978: Dennis Brinkmann, deutscher Fußballspieler
- 1978: Bettina Ellinger, österreichische Politikerin und Volksschuldirektorin
- 1978: Elisabeth Köstinger, österreichische Politikerin, MdEP, abgeordnete zum Nationalrat, Bundesministerin
- 1978: Francis Obikwelu, portugiesischer Leichtathlet, Olympiamedaillengewinner
- 1978: Jochen Schropp, deutscher Schauspieler und Moderator
- 1979: Norman Rentsch, deutscher Handballspieler und -trainer
- 1980: David Artell, englisch-gibraltarischer Fußballspieler
- 1980: Julijus Glebovas, litauischer Verwaltungsjurist und Politiker
- 1980: Frédéric Makowiecki, französischer Rennfahrer
- 1980: R.E.U.B., ghanaischer Rapper
- 1981: Asmaa Abdol-Hamid, dänisch-palästinensische Sozialarbeiterin und Politikerin
- 1981: Ben Adams, britischer Sänger
- 1981: Christian Filips, deutscher Lyriker und Dramaturg
- 1981: Ska Keller, deutsche Politikerin, MdEP
- 1981: Shangela Laquifa Wadley, US-amerikanische Dragqueen
- 1982: Yakubu Aiyegbeni, nigerianischer Fußballspieler
- 1982: Steve Angello, griechisch-schwedischer House-DJ und Musikproduzent
- 1982: Pär Arlbrandt, schwedischer Eishockeyspieler
- 1983: Corey Beaulieu, US-amerikanischer Gitarrist
- 1983: Igor Dolgatschew, deutscher Schauspieler
- 1983: Katja Langkeit, deutsche Handballspielerin
- 1983: Peter Niemeyer, deutscher Fußballer
- 1984: Mahmood Abdulrahman, bahrainischer Fußballspieler
- 1984: Davide Chiumiento, Schweizer Fußballspieler
- 1984: Jenna Dohanetz, deutsche Sängerin

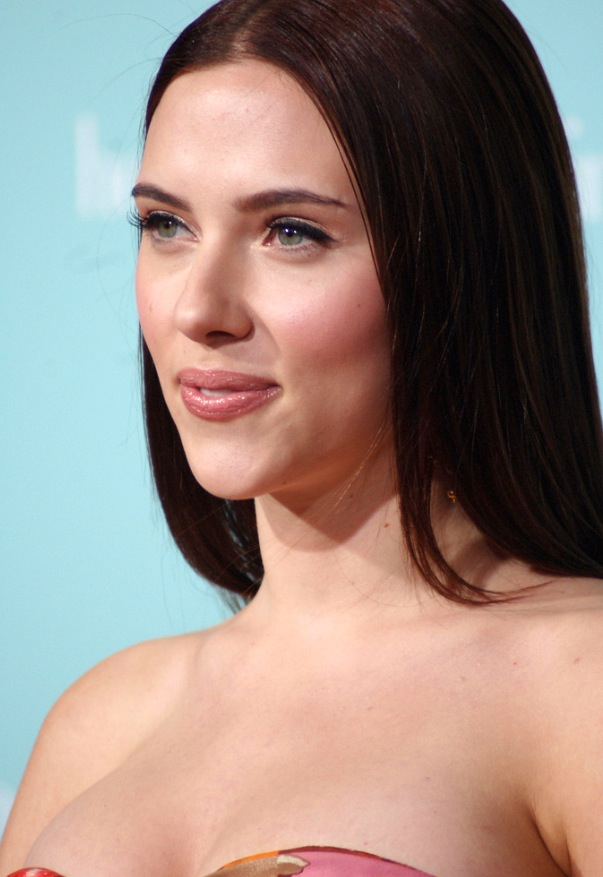
Scarlett Johansson (* 1984)

- 1984: Scarlett Johansson, US-amerikanische Schauspielerin
- 1984: Joan Olivé, spanischer Motorradrennfahrer
- 1985: Vicente Arze, bolivianischer Fußballspieler
- 1985: Asamoah Gyan, ghanaischer Fußballspieler
- 1985: Lukáš Pešek, tschechischer Motorradrennfahrer
- 1987: Marouane Fellaini, belgischer Fußballspieler
- 1988: Jamie Campbell Bower, britischer Schauspieler
- 1988: René Lange, deutscher Fußballspieler
- 1989: Alden Ehrenreich, US-amerikanischer Schauspieler
- 1989: Gwon Han-na, südkoreanische Handballspielerin
- 1989: Gabriel Torje, rumänischer Fußballspieler
- 1990: Taha Akgül, türkischer Ringer
- 1990: Dennis Erdmann, deutscher Fußballspieler
- 1991: Anthony Saux, französischer Radrennfahrer
- 1992: Maximilian Sax, österreichischer Fußballspieler
- 1993: Kiara Brunken, deutsche Schauspielerin, Tänzerin und Sängerin
- 1993: Thomas Dreßen, deutscher Skirennläufer
- 1993: Adèle Exarchopoulos, französische Schauspielerin
- 1993: Mattias Rönngren, schwedischer Skirennläufer
- 1993: Marc Soler, spanischer Radrennfahrer
- 1993: Dennis Szczesny, deutsch-polnischer Handballspieler
- 1994: Rubie Joy Gabriel, palauische Leichtathletin
- 1995: Julia Rehwald, US-amerikanische Schauspielerin
- 1996: Madison Davenport, US-amerikanische Schauspielerin
- 1996: Leon Seidel, deutscher Schauspieler
- 1997: Lloyd Cushenberry, US-amerikanischer American-Football-Spieler
- 1997: Jade Grillet Aubert, französische Freestyle-Skierin
- 1999: Olivia Rose Keegan, US-amerikanische Schauspielerin und Sängerin
- 1999: Sebastian Streu, deutsch-kanadischer Eishockeyspieler

## Gestorben

### Vor dem 16. Jahrhundert
- 0365: Felix II., (Gegen-)Papst
- 0950: Lothar II., König von Italien
- 1004: Esiko, Graf von Merseburg
- 1098: Domnall Ua hÉnna, Bischof von Munster, Begründer der Reformbewegung in der irischen Kirche
- 1156: Heinrich I. von Tecklenburg, Graf von Tecklenburg
- 1233: Helena von Dänemark, Herzogin von Lüneburg
- 1286: Erik V. Klipping, König von Dänemark
- 1318: Michail Jaroslawitsch, Großfürst von Twer und Wladimir
- 1342: Konrad III., Abt von Münsterschwarzach
- 1358: Roger Northburgh, Bischof von Lichfield und Coventry
- 1375: Adelheid Langmann, Nonne und Mystikerin
- 1383: Heinrich III. von Brandis, Abt von Einsiedeln, Bischof von Konstanz
- 1411: Johann I. von Egloffstein, Gründer der Universität Würzburg
- 1428: Wilhelm von Berg, deutscher Adliger, Graf von Ravensberg, Fürstbischof von Paderborn
- 1446: Agnes von Hanau, Äbtissin des Klosters Klarenthal
- 1462: Heinrich von Hewen, Schweizer Adliger, Bischof von Konstanz
- 1481: Jean II. de Daillon, französischer Adliger und Hofbeamter

### 16. bis 18. Jahrhundert
- 1523: Achille Grassi, Bischof von Bologna und Kardinal
- 1536: Melchior von Sparneck, Domherr in Regensburg
- 1537: Pompeius Occo, deutsch-niederländischer Kaufmann, Bevollmächtigter des Bankhauses Fugger in Amsterdam
- 1550: Hans Sebald Beham, deutscher Maler, Kupferstecher und Radierer
- 1554: Islam Shah Suri, Sultan von Delhi
- 1558: Charles II. de Lalaing, Hennegauer Staatsmann

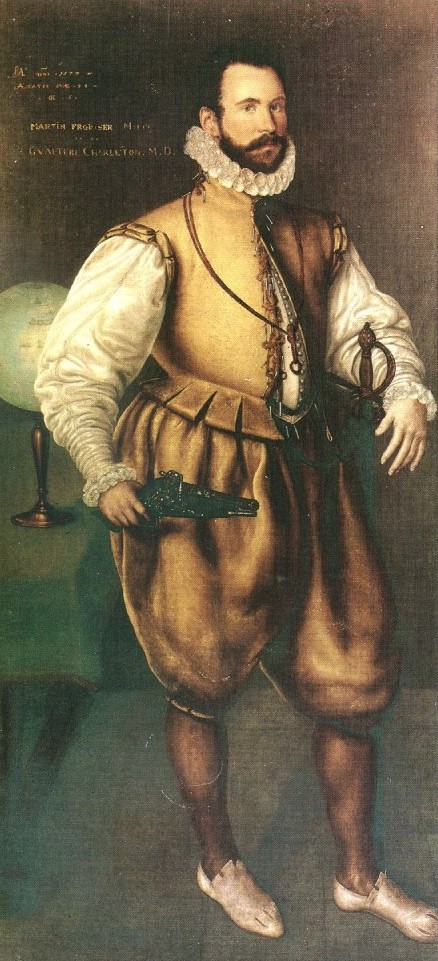
Martin Frobisher († 1594)

- 1594: Martin Frobisher, englischer Seefahrer und Entdecker
- 1613: Matthäus Enzlin, deutscher Jurist
- 1617: Ahmed I., Sultan des Osmanischen Reichs
- 1644: Aodh Óg Mac Mathúna, irischer Rebellenführer
- 1670: Sophie von Hessen-Kassel, Prinzessin von Hessen-Kassel, durch Heirat Gräfin von Schaumburg-Lippe
- 1688: Brandanus Daetrius, deutscher lutherischer Theologe
- 1700: Artus Quellinus II., flämischer Bildhauer
- 1701: Salomon Reisel, deutscher Mediziner
- 1710: Bernardo Pasquini, italienischer Organist, Cembalist, Kapellmeister und Komponist
- 1717: Sebastian Regondi, italienischer Bildhauer
- 1718: Edward Teach, englischer Pirat („Blackbeard“)
- 1726: Anton Domenico Gabbiani, florentinischer Maler
- 1732: Wenzel Niederwerfer, ev.-luth. Geistlicher und Theologe, Magister
- 1737: Thomas Broughton, britischer Gouverneur der Province of South Carolina
- 1740: Georg Gsell, Schweizer Maler, Kunstberater und Kunsthändler
- 1748: Elisabeth Sophie von Brandenburg, Herzogin von Kurland, Markgräfin von Brandenburg-Bayreuth und Herzogin von Sachsen-Meiningen
- 1760: Charles Alston, schottischer Mediziner und Botaniker
- 1774: Robert Clive, 1. Baron Clive, britischer General und Staatsmann
- 1783: John Hanson, US-amerikanischer Politiker, Mitglied und Präsident des Kontinentalkongresses
- 1789: Friederike Sophie Seyler, deutsche Schauspielerin
- 1790: Larcum Kendall, britischer Uhrmacher
- 1794: John Alsop, US-amerikanischer Politiker, Mitglied des Kontinentalkongresses

### 19. Jahrhundert
- 1804: Elisabeth Hudtwalcker, deutsche Malerin
- 1813: Johann Gottfried Vierling, deutscher Komponist
- 1826: Pavel Mašek, tschechischer Komponist
- 1828: Carl Ludolf Bernhard von Arnim, preußischer Regierungspräsident
- 1833: Carl Wilhelm von Oppel, sächsischer Bergrat, Obersteuereinnehmer und Direktor der Porzellanmanufaktur Meißen
- 1833: Anton Matthias Sprickmann, deutscher Schriftsteller und Jurist
- 1836: Georg Friedrich Krause, preußischer Staatsrat und Forstwissenschaftler
- 1836: Samuel Ludwig Löffler, deutscher Beamter
- 1850: Lin Zexu, chinesischer Beamter
- 1852: Theodor von Bonin, preußischer Rittergutsbesitzer und Landrat
- 1853: Aloys Dosson, Schweizer römisch-katholischer Geistlicher und Abt
- 1854: José Joaquín Prieto Vial, Präsident von Chile
- 1869: Carl Ferdinand Langhans, deutscher Architekt
- 1877: Heinrich Funk, deutscher Landschaftsmaler
- 1878: Jean Théodore Bergman, niederländischer evangelischer Geistlicher, Philologe und Bibliothekar
- 1882: Oliver P. Snyder, US-amerikanischer Politiker
- 1889: Georg Prahl Harbitz, norwegischer Pfarrer und Stortingspräsident
- 1890: Wilhelm Henneberg, deutscher Tierernährungsphysiologe
- 1893: Hugo von Bonin, deutscher Rittergutsbesitzer und Parlamentarier
- 1896: Hans Konrad Karl Theodor Ackermann, deutscher Pathologe
- 1900: Otto Kersten, deutscher Afrikaforscher, Chemiker und Geograph
- 1900: Arthur Sullivan, englischer Komponist

### 20. Jahrhundert

#### 1901–1950

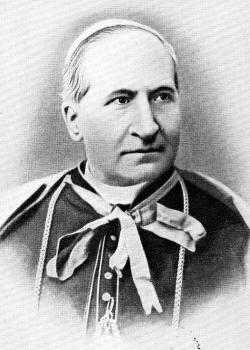
Gaetano Aloisi Masella († 1902)
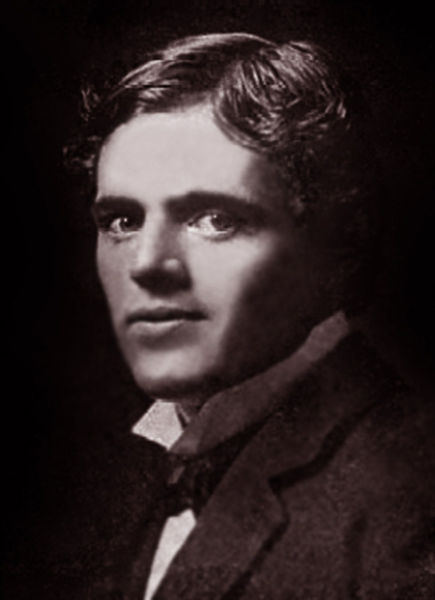
Jack London († 1916)
Mary Rudge († 1919)

- 1902: Gaetano Aloisi Masella, italienischer Geistlicher, Kurienkardinal
- 1902: Friedrich Alfred Krupp, deutscher Industrieller und Politiker
- 1904: Sien Hoornik, niederländische Näherin und Modell für Vincent van Gogh
- 1905: Carl Friedrich Heinrich von Arnim, deutscher Jurist und Verwaltungsbeamter
- 1905: Edmond Cherouvrier, französischer Komponist
- 1906: Ernst Josephson, schwedischer Maler
- 1907: Asaph Hall, US-amerikanischer Astronom
- 1907ː Josie Petru, slawonische Opernsängerin
- 1909: Bernhard von Poten, königlich-preußischer Oberst und Militärschriftsteller
- 1911: William George Aston, britischer Konsularbeamter
- 1912: Otto Lessing, deutscher Bildhauer
- 1913: Tokugawa Yoshinobu, 15. und letzter Shōgun der Edo-Zeit in Japan
- 1915: Josef Kalousek, tschechischer Historiker
- 1916: Jack London, US-amerikanischer Schriftsteller und Journalist
- 1917: Teobert Maler, österreichischer Fotograf, Entdecker Forscher
- 1918: Jakob Hillier, rumäniendeutscher Komponist, Kirchenmusiker und Musikpädagoge
- 1919: Mary Rudge, britische Schachweltmeisterin
- 1924: Herman Heijermans, niederländischer Dramatiker, Schriftsteller, Journalist und Intendant
- 1925: John Esslemont, britischer Bahai
- 1931: Karl Adolph, österreichischer Schriftsteller
- 1932: William Walker Atkinson, US-amerikanischer Kaufmann, Anwalt und Autor
- 1932: Leo Cederholm, preußischer Offizier
- 1934: Mon Schjelderup, norwegische Komponistin und Pianistin

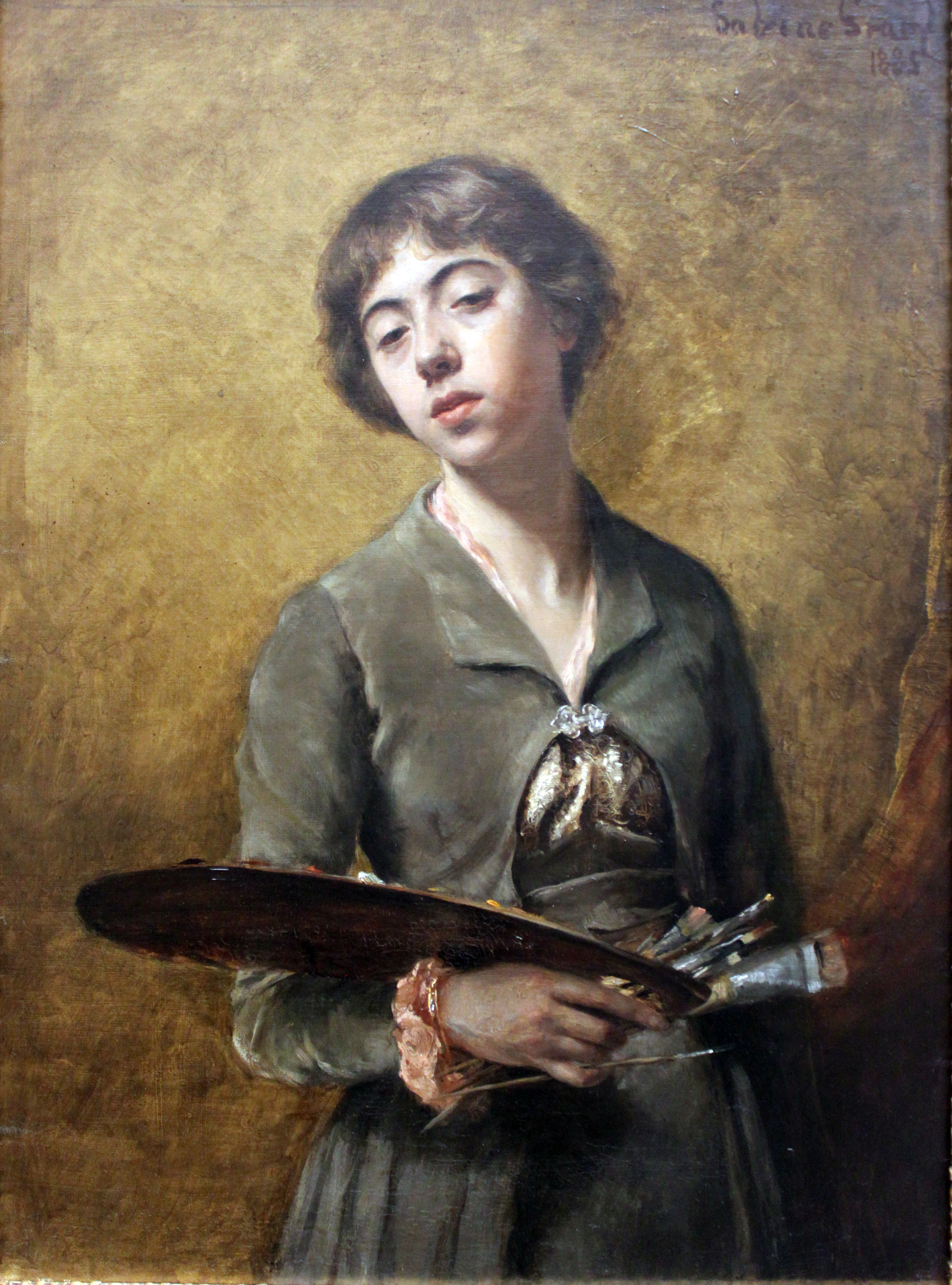
Sabine Lepsius († 1942)
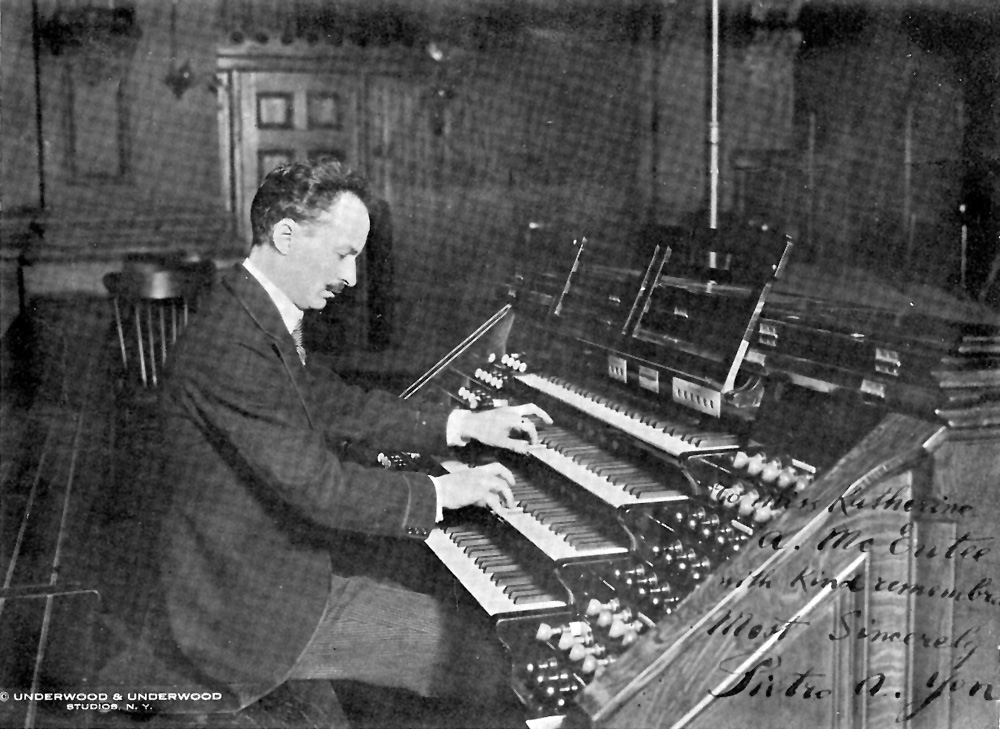
Pietro Yon († 1943)
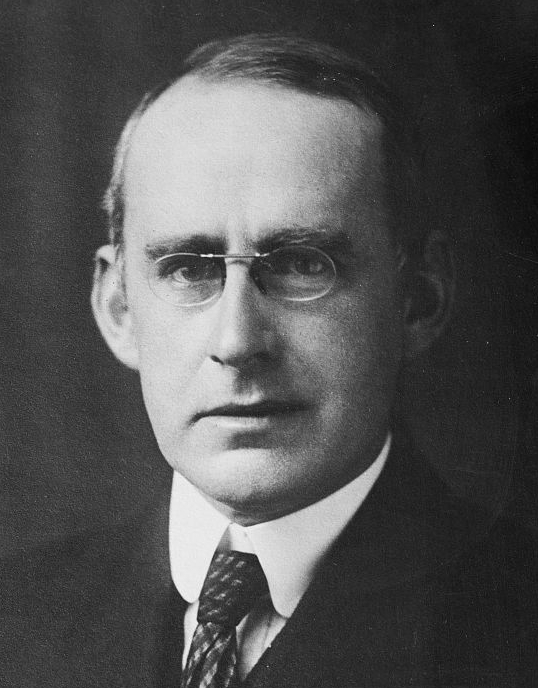
Arthur Stanley Eddington († 1944)

- 1935: Eberhard Arnold, deutscher Theologe, Pädagoge und Publizist
- 1936: Antanas Adomaitis, litauischer Geistlicher, Organist und Professor
- 1936: Adolph Johannes Fischer, österreichischer Maler und Schriftsteller
- 1937: Heinrich Straumer, deutscher Architekt
- 1939: Johannes Paul Aeltermann, deutscher Geistlicher
- 1942: Kitahara Hakushū, japanischer Schriftsteller
- 1942: Sabine Lepsius, deutsche Porträtmalerin und Salonnière
- 1943ː Adele von Finck, deutsche Malerin
- 1943: Lorenz Hart, US-amerikanischer Textautor
- 1943: Pietro Yon, italienisch-US-amerikanischer Organist und Komponist
- 1944: Joseph Caillaux, französischer Regierungschef
- 1944: Arthur Stanley Eddington, britischer Physiker und Astronom
- 1945: Richard Wiebel, deutscher katholischer Geistlicher und Heimatforscher
- 1947: James J. Davis, US-amerikanischer Politiker, Arbeitsminister der USA, Senator von Pennsylvania
- 1950: Jorge González Bastías, chilenischer Lyriker

#### 1951–2000
- 1954: Moroni Olsen, US-amerikanischer Schauspieler
- 1954: Roy Rene, australischer Komiker und Schauspieler
- 1954: Andrei Januarjewitsch Wyschinski, sowjetischer Generalstaatsanwalt
- 1955: Shemp Howard, US-amerikanischer Komiker (The Three Stooges)
- 1955: Joseph Guy Ropartz, französischer Komponist und Dirigent
- 1956: Johan Wichers, niederländisch-deutscher Blasmusikkomponist
- 1959: Molla Mallory, norwegisch-US-amerikanische Tennisspielerin
- 1959: Gérard Philipe, französischer Schauspieler
- 1962: René Coty, französischer Staatspräsident
- 1963: Paul Amstutz, Schweizer Staatsbeamter
- 1963: Aldous Huxley, britischer Schriftsteller

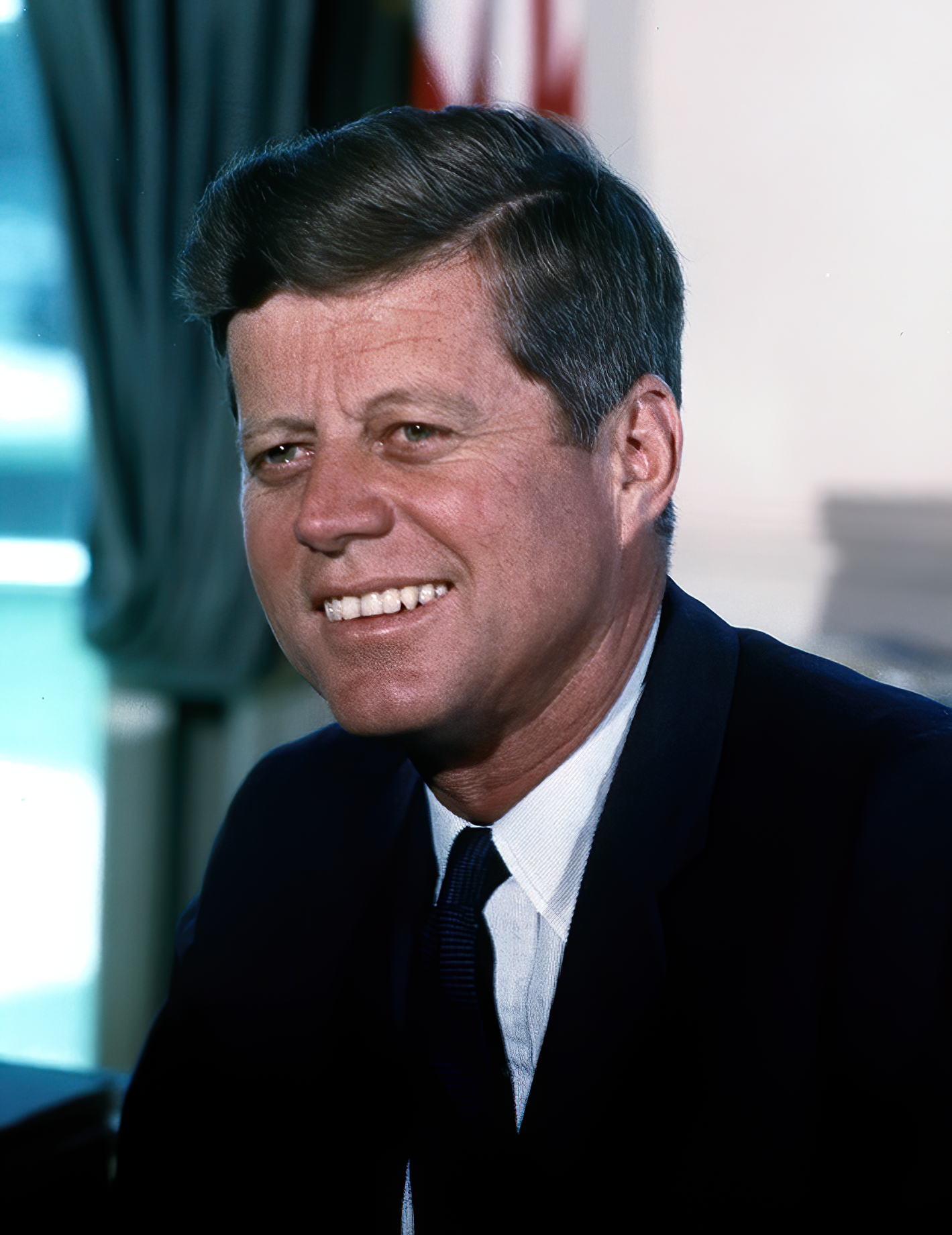
John F. Kennedy († 1963)

- 1963: John F. Kennedy, US-amerikanischer Präsident
- 1963: Clive Staples Lewis, britischer Schriftsteller
- 1965: Herbert Windt, deutscher Komponist
- 1966: Roger Delano, französischer Autorennfahrer
- 1967: Edvin Kallstenius, schwedischer Komponist
- 1967: Pawel Korin, russischer Ikonen- und Historien-, Landschafts- und Porträtmaler
- 1971: Ludwig Adenauer, deutscher Beamter
- 1971: Georges Aubé, französischer General
- 1971: József Zakariás, ungarischer Fußballspieler
- 1973: Kurt Klemm, deutscher Jurist, Regierungspräsident, Generalkommissar in Shitomir zur Zeit des Nationalsozialismus
- 1979: Frans de Bruyn Kops, niederländischer Fußballspieler
- 1979: George Froeschel, österreichisch-US-amerikanischer Schriftsteller und Drehbuchautor
- 1980: Arie Maasland, niederländischer Komponist und Musiker
- 1980: Mae West, US-amerikanische Schauspielerin
- 1981: Hans Adolf Krebs, britischer Mediziner und Biochemiker, Nobelpreisträger
- 1981: Toni Mau, deutsche Malerin, Grafikerin und Hochschullehrerin
- 1982: Max Deutsch, französischer Komponist, Dirigent und Musikpädagoge österreichischer Herkunft
- 1983: Leonard Wibberley, irisch-US-amerikanischer Schriftsteller und Journalist
- 1986: Scatman Crothers, US-amerikanischer Sänger und Schauspieler
- 1987: Helmut Aris, deutscher Politiker
- 1987: Plácido Domingo Ferrer, spanischer Zarzuelasänger (Bariton)
- 1988: Raymond Dart, australischer Anatom und Paläoanthropologe
- 1988: Janet Ertel, US-amerikanische Sängerin
- 1988: Erich Fried, österreichischer Schriftsteller
- 1988: Hans Kruyt, niederländischer Ruderer
- 1989: Friedrich Neumann, österreichischer Komponist und Musikwissenschaftler
- 1993: Anthony Burgess, britischer Schriftsteller
- 1993: Tatjana Nikolajewa, russische Pianistin und Komponistin
- 1993: Karl Scheit, österreichischer Gitarrist, Lautenist und Musikpädagoge
- 1996: Ray Blanton, US-amerikanischer Politiker
- 1996: Maria Casarès, französische Schauspielerin
- 1996: Vladimír Fuka, tschechischer Musiker und Komponist
- 1996: Erich Pizka, österreichischer Hornist
- 1997: Michael Hutchence, australischer Sänger (INXS)
- 1998: Rolando Laserie, kubanischer Sänger
- 1998: Harry Lehmann, deutscher Physiker
- 1998: Stu Ungar, US-amerikanischer Pokerspieler
- 2000: Kenneth Peacock, kanadischer Komponist, Musikwissenschaftler und Pianist

### 21. Jahrhundert
- 2001: Norman Granz, US-amerikanischer Jazzproduzent
- 2005: Frank Gatski, US-amerikanischer American-Football-Spieler
- 2006: Michel Hakim, libanesischer Erzbischof
- 2007: Maurice Béjart, französischer Balletttänzer und Choreograf
- 2007: Wend von Kalnein, deutscher Kunsthistoriker und Schriftsteller
- 2008: MC Breed, US-amerikanischer Rapper
- 2008: Ibrahim Nasir, maledivischer Politiker, Premierminister und Präsident
- 2009: Wolfgang Fröde, deutscher Maler
- 2009: Juan Carlos Muñoz, argentinischer Fußballspieler und -trainer
- 2010: Julien Guiomar, französischer Schauspieler
- 2010: Kurt H. Illi, Verkehrsdirektor von Luzern
- 2011: Swetlana Iossifowna Allilujewa, Tochter von Josef Stalin
- 2011: Sena Jurinac, jugoslawisch-österreichische Opernsängerin
- 2011: Georg Kreisler, österreichischer Musiker, Kabarettist, Komponist und Autor
- 2011: Lynn Margulis, US-amerikanische Biologin
- 2011: Danielle Mitterrand, französische Widerstandskämpferin und Autorin
- 2014: Fiorenzo Angelini, italienischer Kardinal
- 2014: Lewis Baltz, US-amerikanischer Fotograf
- 2014: Horst Fügner, deutscher Motorradrennfahrer
- 2015: Kim Young-sam, südkoreanischer Politiker und Staatspräsident
- 2017: George Mesrop Avakian, US-amerikanischer Musikproduzent
- 2017: Dmitri Hvorostovsky, russischer Opernsänger
- 2019: Ludger Lütkehaus, deutscher Philosoph und Literaturwissenschaftler
- 2019: Martin Geck, deutscher Musikwissenschaftler
- 2020: Doris De Agostini, Schweizer Skirennläuferin
- 2020: Geert Müller-Gerbes, deutscher Pressereferent, Journalist und Fernsehmoderator
- 2021: Noah Gordon, US-amerikanischer Schriftsteller
- 2021: Volker Lechtenbrink, deutscher Schauspieler, Synchronsprecher und Regisseur
- 2021: Ryo Mabuchi, japanischer Wasserspringer
- 2021: Marie Versini, französische Schauspielerin
- 2022: Pablo Milanés, kubanischer Liedermacher
- 2023: Jean Knight, US-amerikanische Sängerin
- 2023: Linda Salzman Sagan, US-amerikanische Künstlerin und Autorin, Gestalterin der Pioneer-Plakette an interstellaren Raumsonden
- 2024: Jürgen Thormann, deutscher Schauspieler und Synchronsprecher

## Feier- und Gedenktage
- Kirchliche Gedenktage
  - Hl. Cäcilia von Rom, römische Jungfrau, Märtyrerin und Schutzpatronin (anglikanisch, evangelisch, katholisch, orthodox)

- Namenstage
  - Cäcilie

- Staatliche Feier- und Gedenktage
  - Libanon: Unabhängigkeit von Frankreich (1943)

Weitere Einträge enthält die Liste von Gedenk- und Aktionstagen.